# 乔治市
乔治市（英語：George Town；槟城福建话：坡底 / Pho-té，意为市中心），为马来西亚槟城州的首府，位于槟岛东北角。槟岛是2020年马来西亚第六大城市及第一大岛城。而以乔治市为中心的大槟城都会区方面则有2,412,616人，是全国第三大的组合城市。乔治市也是马来西亚古老城镇之一，并在2008年7月7日正式列入联合国教科文组织世界文化遗产名录，形成了现今的古迹区。乔治市是槟城州乃至整个北马区的政治、金融、旅游、文化和高等教育中心。
乔治市是由英国东印度公司船长弗朗西斯·莱特（Francis Light）于1786年作为转口港创立，也是英国在东南亚的早期殖民地之一。乔治市在1867年和新加坡马六甲组成海峡殖民地，之后被大日本帝国占领，二战结束后大英帝国成功收回槟城，并在1957年马来亚独立前被伊丽莎白二世女王颁布为马来西亚第一个大城市，过后在70年代被剥夺城市资格并重组成为槟岛市政局（MPPP）。在2015年，乔治市以「槟岛」的名义再次取得大城市资格。
由于全盛时期时许多不同种族及宗教的人抵达并在这里居住，使乔治市的建筑风格以殖民地和亚洲风格为主。由于其独特且无处不在的街头小吃，使乔治市获得了「马来西亚美食之都」的美誉。还有，乔治市也拥有许多重要的非物质文化遗产，如土生华人（Peranakan，为早期华人先辈与当地土著的后代）就拥有自己的建筑风格和饮食习惯。
今天，乔治市也是马来西亚最重要的医疗旅游中心，接待国内约一半的医疗游客，也有一些来自临近国家。乔治市也是数家马来西亚和国际银行在北马的金融中心。乔治市也是一个交通发达的城市，位于乔治市南部的槟城国际机场提供飞行至亚洲主要城市的航班，快捷渡轮、槟威大桥及苏丹阿都哈林大桥则连接至对岸的马来西亚半岛。槟城港口将乔治市与全球200多个港口连接起来，并吸引豪华邮轮在此停靠。以乔治市为主中心的槟城于2020年GaWC所公布之世界级城市名单中被列为Gamma-级城市。

## 历史
| 历代相关政权   | 年份                 |
| -------------- | -------------------- |
| 吉打苏丹王朝   | 1136–1786            |
| 英国东印度公司 | 1786–1867            |
| 海峡殖民地     | 1826–1941; 1945–1946 |
| 大日本帝国     | 1941–1945            |
| 马来亚联邦     | 1946–1948            |
| 马来亚联合邦   | 1948–1963            |
| 马来西亚       | 1963–现今            |

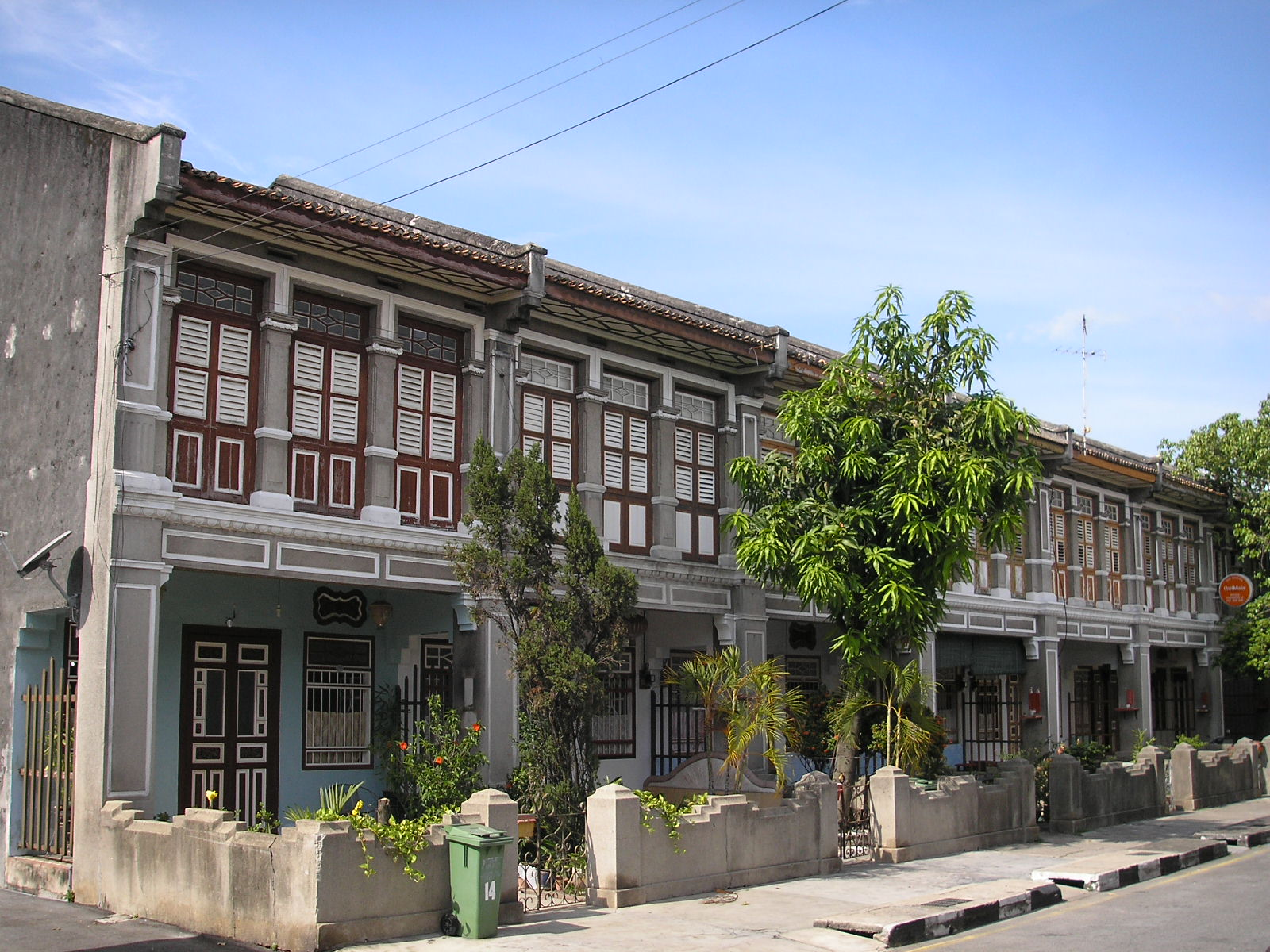
乔治市的旧殖民建筑，位于龙山堂邱氏宗祠前面。

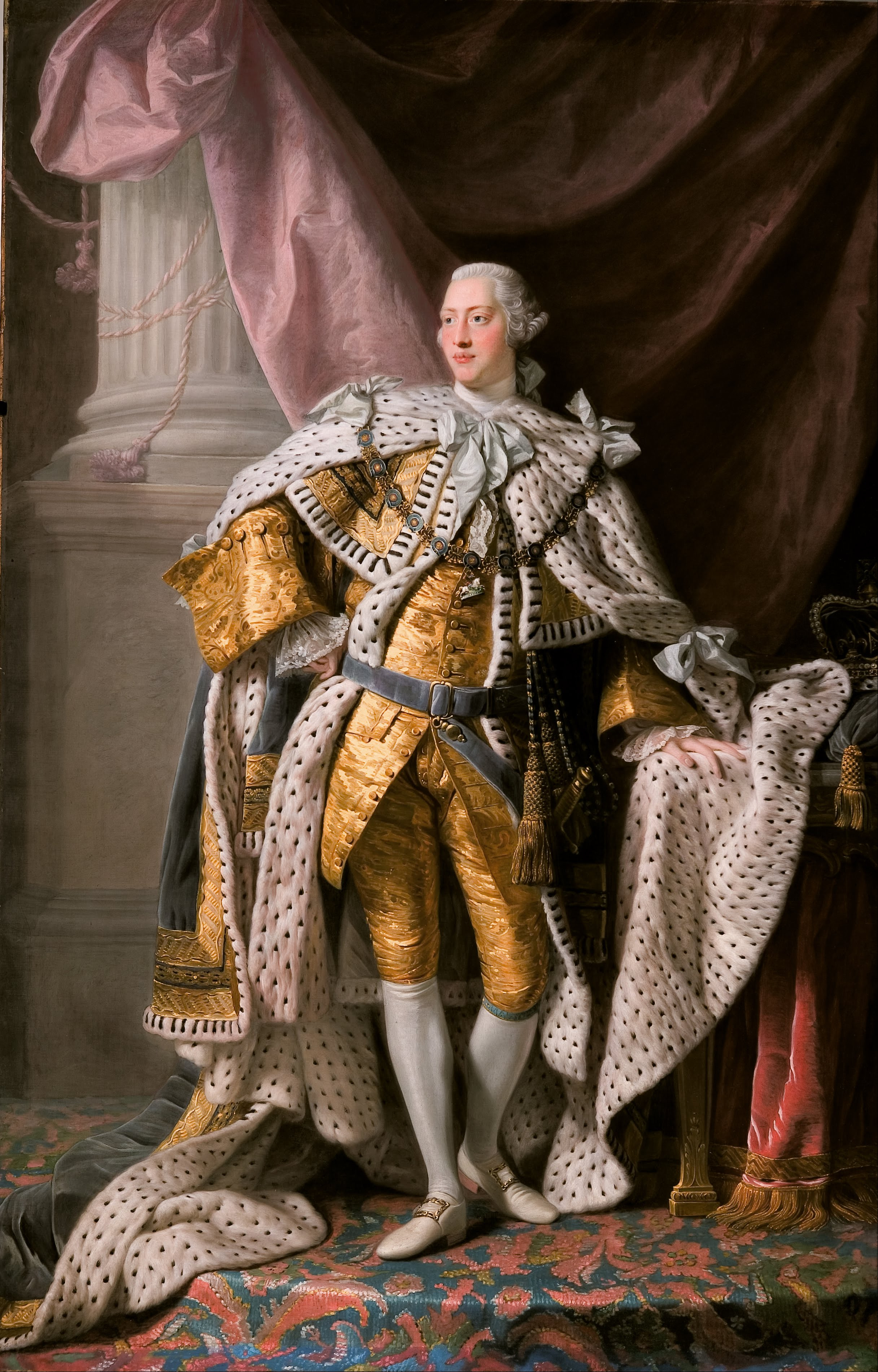
乔治市以1768至1801年大英帝国国王——乔治三世命名。

乔治市是由英国东印度公司船长弗朗西斯·莱特（Francis Light）于1786年创建，作为马来亚半岛的公司基地。他从吉打苏丹手中获得槟榔屿，在该岛的东北角处建立了康华丽堡。随着逐年境迁的增加，乔治市贸易站日趋繁荣，至1804年岛上的人口已达到12,000人。
该城兴建于一片沼泽地上，导致须经清理、平整及填土，以整顿全市。最初的商业市镇布置于莱特街（英語：Light Street）、土库街（殖民时期靠近海边）、牛干冬和椰脚街（现名）。至今，这片历史悠久的金融商业区以银行、进出口贸易与批发业为主，自2008年7月它已被列入联合国世界文化遗产名录。

### 名称
乔治市以乔治三世的名字命名，因1786年弗朗西斯·莱特首次踏上槟岛时，乔治三世为当时的英国君主。
乔治市现在所在的海角曾被当地马来人称为丹绒（即为海角） 这个名字源自更早以前的老名字，「丹绒本那牙」（或）。

### 开埠

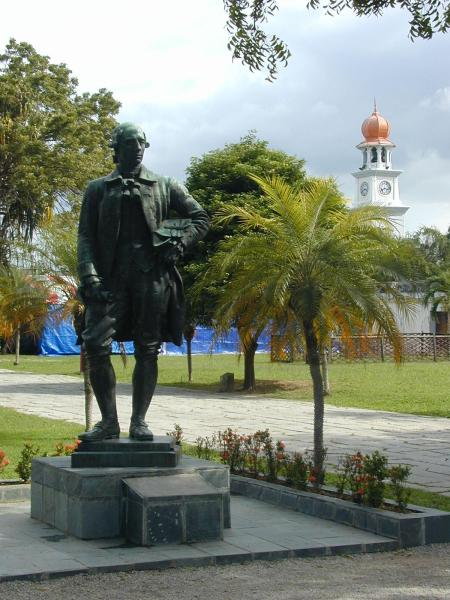
弗朗西斯·莱特船长的铜像依旧矗立于康华丽堡

由于荷兰东印度公司控制了荷属东印度地区的远东香料贸易，使英国东印度公司要求弗朗西斯·莱特上尉在马来半岛建立贸易航站。面对荷兰在该地区的主导地位和法国对英国的威胁不断增长，于是本公司便寻求控制槟岛做为皇家海军维修基地，以及中印两国之间的贸易站。
后来于1786年7月17日，莱特首次登陆槟岛。之后，康华丽堡便在这里建造。对于莱特，槟岛是一个“便利的贸易杂志”，可作为在东南亚考察荷兰和法国领土收益的战略地点。
当时，槟岛是吉打苏丹王朝的一部分，而吉打又面对随时可能被暹罗和缅甸入侵的威胁。于是莱特便利用这一情况与吉打的苏丹阿都拉姆加蘭沙（Abdullah Mukarram Shah）谈判，通过「租借」槟岛给英国东印度公司以换取对吉打的军事保护。
莱特与苏丹达成协议后，于8月11日返回槟岛。同时，联合杰克（Union Jack）在槟岛正式升起，象征槟岛正式成为英国东印度公司（以乔治三世的名义）的殖民地。槟岛也在乔治四世继承英国王位之后更名为「威尔士王子岛」，而乔治市这个新定居点则为是为了纪念乔治三世而成立的。

该城兴建于一片沼泽地上，导致须经清理、平整及填土，以整顿全市。在康华丽堡正在建造时，莱特通过向银行发射银币以鼓励移民到新的定居点。他还宣布乔治市是一个自由港，以吸引于该地区在荷兰港口交易的商人。入境船只从1786年的85架升至1802年的3,569架; 同时，1792年，乔治市的人口也达到了10,000人。

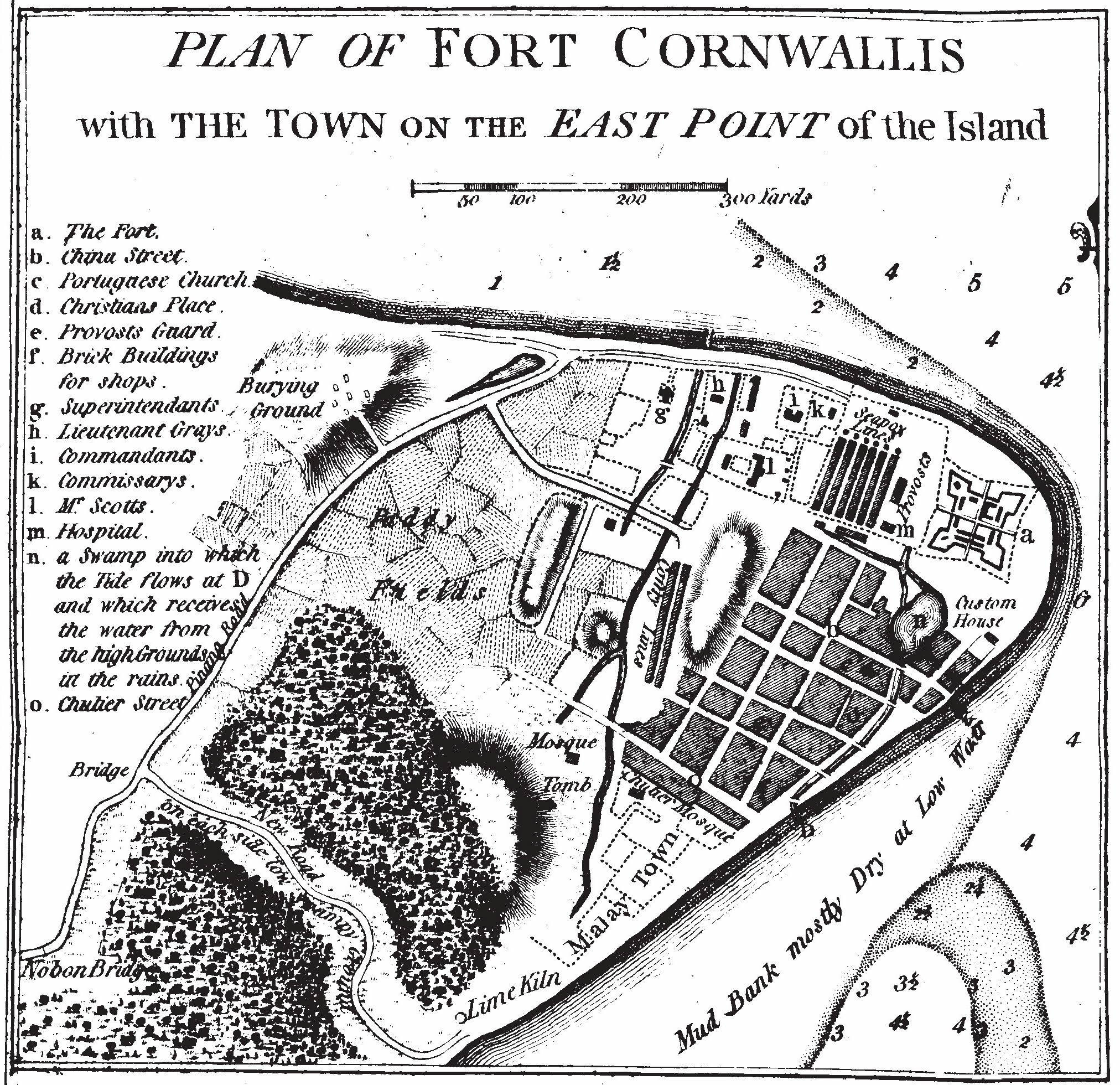
1799年乔治市地图

乔治市早年的建筑和街道都是以“特别”为基础并以随意的方式发展起来的。
最初的商业市镇布置于莱特街、土库街、牛干冬和椰脚街。到目前为止，仍然可以看到乔治市的商业和行政中心以及各大种族各居一地的隔离现象；在土库街乔治市中心商业区安置了银行和仓库，而行政和司法建筑则集中在莱特街，作为政府办事处。

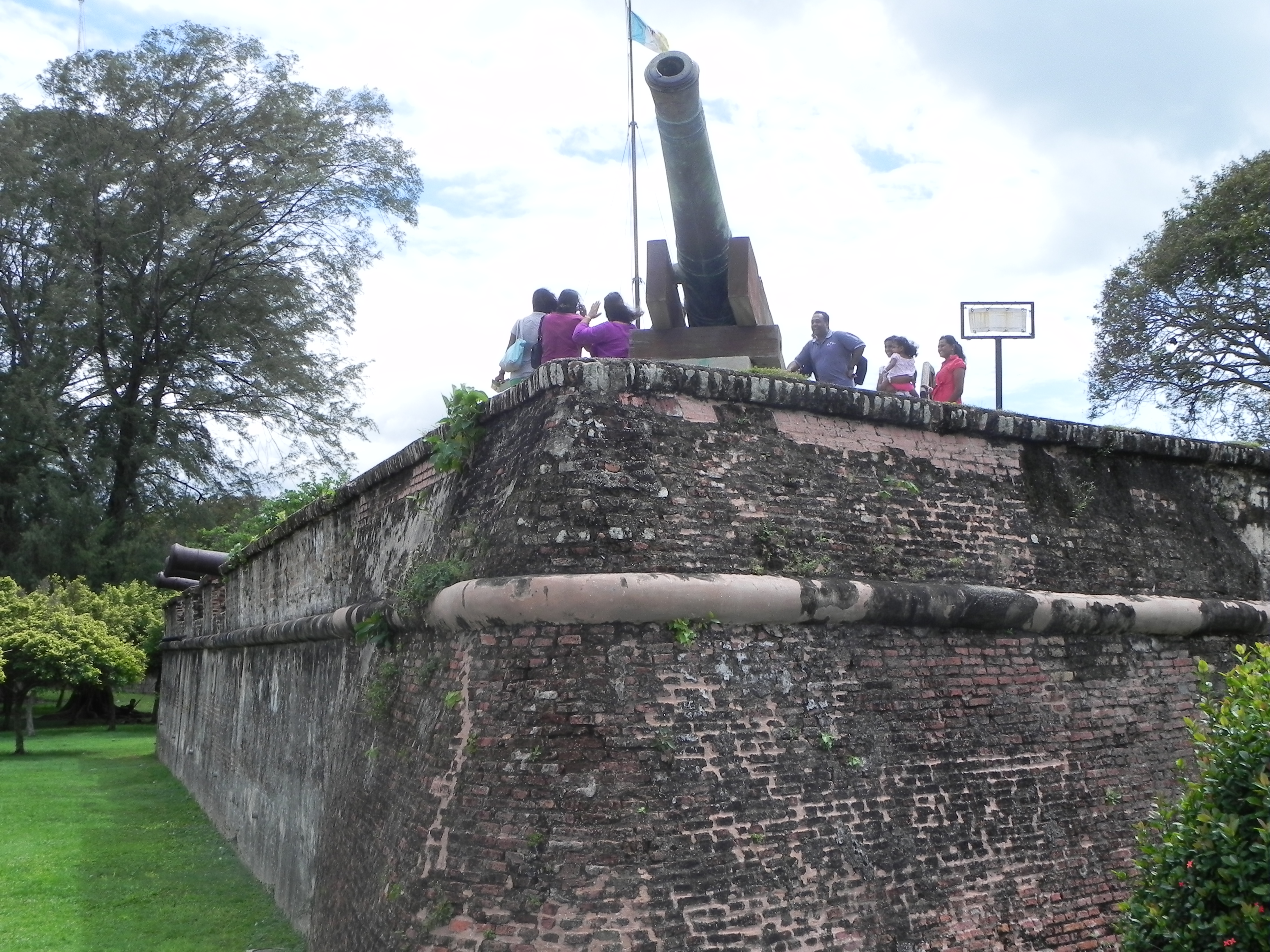
康华丽堡于1786年建造以防止槟岛敌军入侵，但是却从来没有在实战使用过。

弗朗西斯·莱特船长在1794年因疟疾去世，并被埋葬在位于红毛路（现为“苏丹阿末沙路”）的旧新教公墓（Old Protestant Cemetery）。而弗朗西斯·莱特也被誉为槟城的创始人。

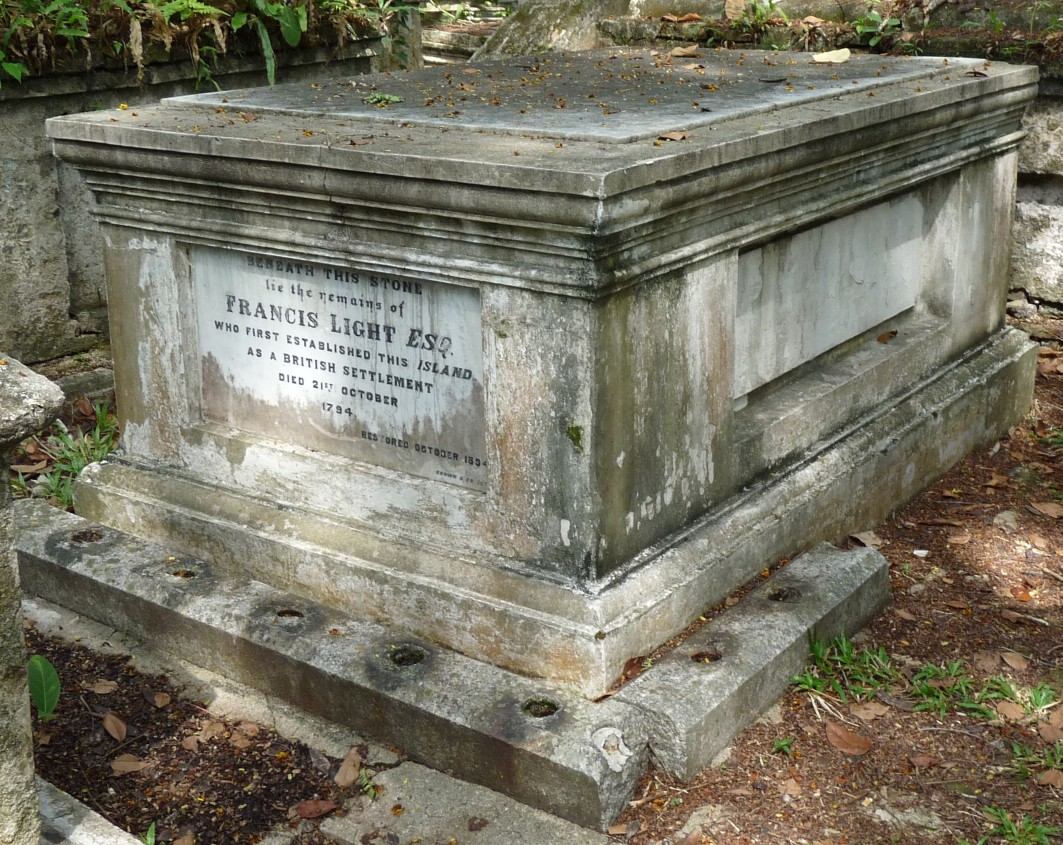
弗朗西斯·莱特坟墓

于1800年，一个评审委员会在槟岛被成立，是英属马来亚成立的第一个地方议会。

## 地理

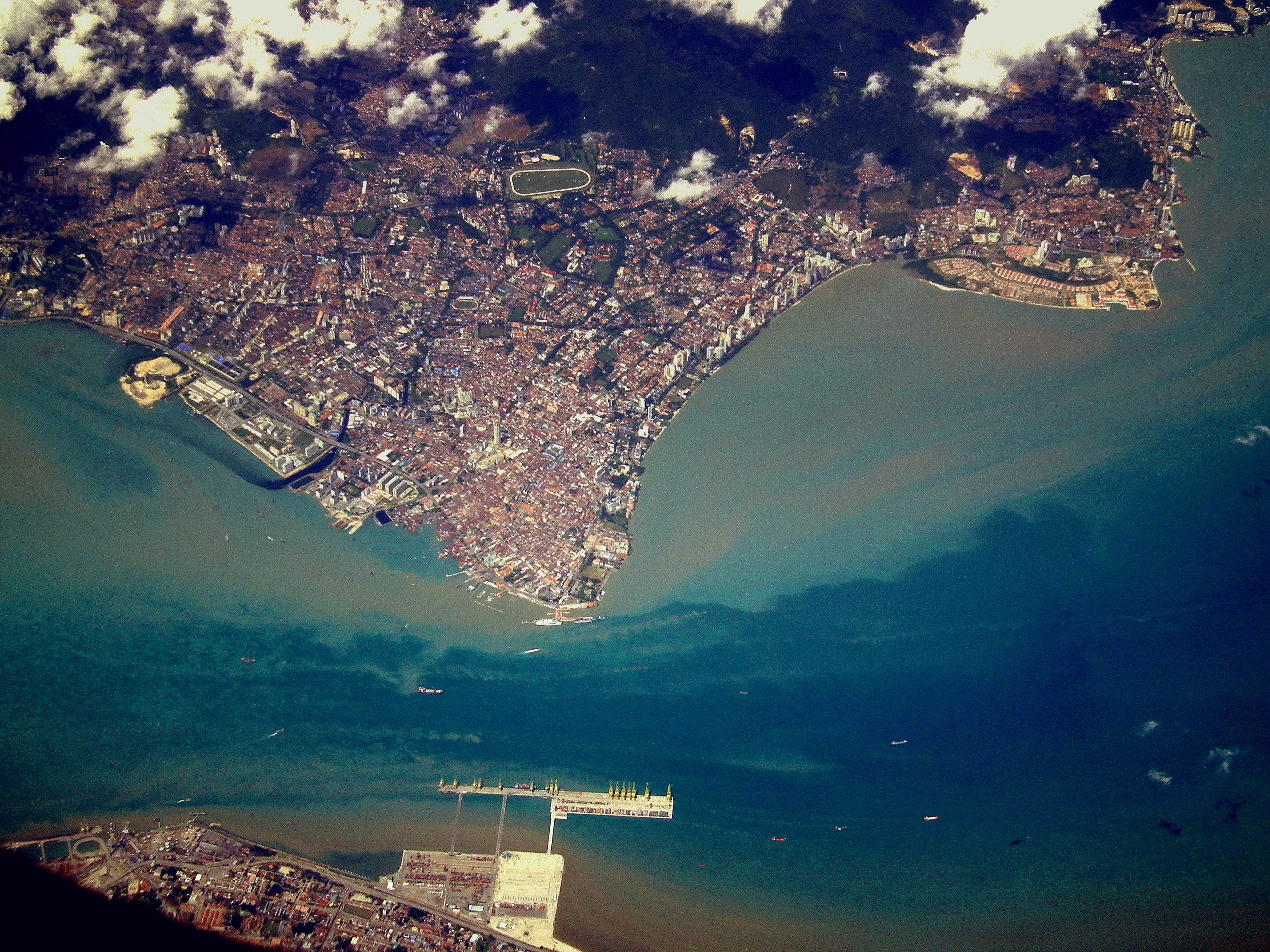
乔治市卫星图

槟岛的面积略多于新加坡的三分之一，岛内人口密度为2372.7每平方公里，是马来西亚国内其中一个高密度城市。乔治市的范围从槟岛东北角的一个小定居点，扩张至整个东北县，最终与槟岛东南部的工业城镇峇六拜接壤，并在这个过程中，槟岛整个东海岸都已城市化。
峇都丁宜、丹绒武雅和丹绒道光毗邻槟岛北面海滩的一连串酒店和度假胜地也形成了乔治市的西北边缘。
槟岛的中央山脉，包括升旗山，是乔治市重要森林集水区域同时也是乔治市巨大的绿肺。虽然中央山脉限制了乔治市往西部扩张，但乔治市在沿岛东岸的往南部扩张更明显，并创立了日落洞和牛汝莪两个市郊，最后与峇六拜北边的市郊相连。
与大多数位于岛屿的城市一样，土地短缺是乔治市所面对的迫切问题。填海索地项目已成了惯例，以便在高需求地区提供给民众更多的平地，如新关仔角、丹绒道光和日落洞。

### 市景

#### 世遗区

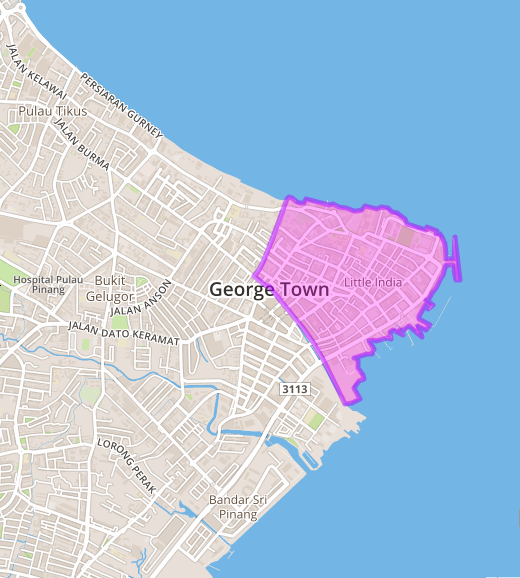
基于OSM数据的乔治市市中心地图，紫色部分为联合国教科文组织世界文化遗产（世遗区）范围。

乔治市世界文化遗产古迹区的面积达259.42公顷，其中包括古迹核心区有109.38公顷，缓冲区150.04公顷。占了全马来西亚的三分之一。
至2008年起，乔治市历史最悠久的核心地带正式列入了联合国教科文组织世界文化遗产。
乔治市被认为具有独特的建筑文化城市景观，而东方和东南亚的任何地方都无法与之相比。乔治市拥有马来西亚最多的战前东南亚风格建筑物，并可说是建筑瑰宝。
乔治市世界文化遗产古迹区的面积达259.42公顷，其中包括古迹核心区有109.38公顷，缓冲区150.04公顷。两个区域的边界为西缘的调和路和南缘的港仔墘（林萃龙医生路）。核心区包含了乔治市的古迹区，拥有许多历史性的地标如康华丽堡、槟城大会堂、槟城州博物馆和土库街一带的乔治市中央商务区。这些区域为当时弗朗西斯·莱特于1786年建城的范围，并在历史方面超过马来西亚半岛和新加坡境内的大多数城市。
核心区被缓冲区围绕，而缓冲区的范围则沿着乔治市于19世纪的边界。这里拥有许多华人店屋、兴都庙、印裔清真寺和市内最古老的两个巴刹，同时张弼士故居和槟城东家酒店（e&o）皆位于此。
这些区域拥有不少禁令以达到保护古迹的效果，如世遗区内的建筑物不得超过原有的古迹建筑18米和新建建筑不可高过现有建筑。

#### 街名

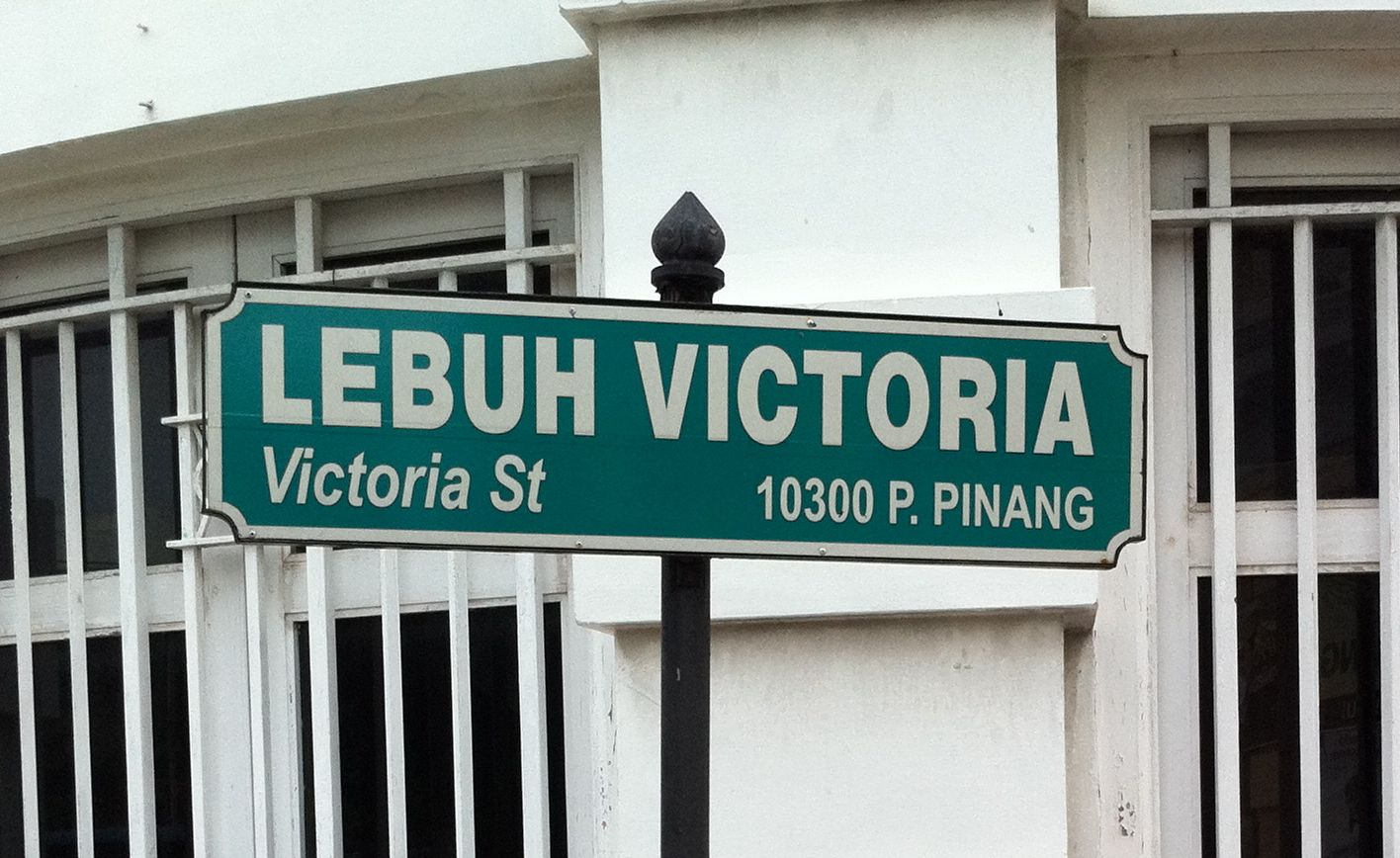
海墘新路的一个双语路牌

##### 中文路名
乔治市街道的中文路名颇有特色，多以方言（福建话、广东话）命名，并非以现今中文命名，与官方马来文或英文路名通常不相应对。特别的是，同一条街在不同的社群具有不同的名字，也反映了乔治市早期街上的商业活动和生活风情。

##### 英文路名
乔治市是马来西亚城市中唯一还在使用英文街道名称的城市。即使该路名已被重命名，如青草巷（Green Lane），但槟城人普遍还是使用殖民时期的英文名字。同样的情况发生在椰脚街（Pitt Street，即为甲必丹吉灵清真寺路）和红毛路（Northam Road），这反映出槟城人对地名的强烈保守主义，并将槟城的殖民历史视为乔治市象征的一部分。

##### 多语言路牌
不仅如此，至民联在2008年夺下槟州政权后，便立刻在乔治市古迹推行多语言路牌。每个路牌都有该街道的马来文路名，而路牌的左下角则会有英文、中文、淡米尔文或阿拉伯字体。虽然现在部分马来西亚城市也开始增加中、英文路名如亚庇、关丹马中产业园、雪兰莪华人新村等，但事实上乔治市还是马来西亚唯一拥有多语言系统的城市。这也使得乔治市中文路名和雪州华人新村一样受官方承认。

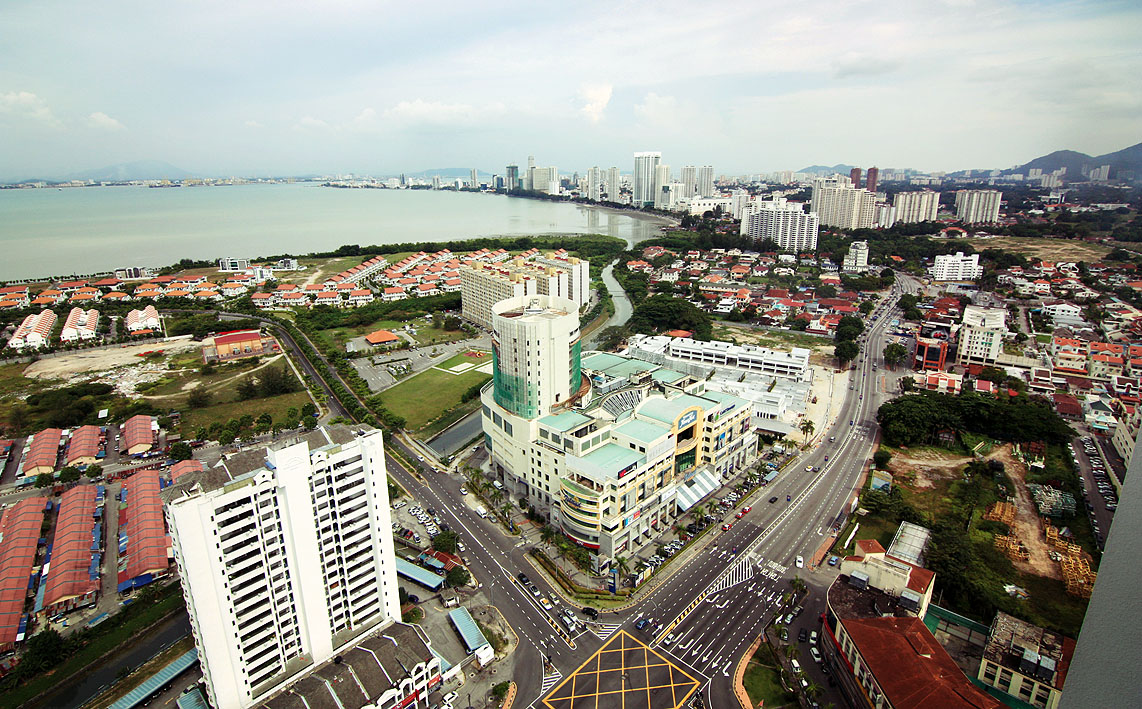
乔治市丹绒道光空中鸟瞰图，可看见一部分新关仔角建筑物

#### 市郊
乔治市的扩张创造了西北、西和南部的市郊。而当中以西北部市郊较富裕，因其靠海的位置较吸引游客和外籍人士前来观光。而南部市郊如日落洞则以工业为主要经济来源。还有，亚依淡和垄尾等市郊因位于乔治市西部和槟岛中央山脉而以农业和种植业为主。
以下为乔治市市郊
| - 峇都丁宜 - 丹绒道光 - 丹绒武雅 | - 浮罗池滑 - 亚依淡 - 垄尾 | - 峇都兰樟 - 日落洞 - 牛汝莪 |

#### 海滩

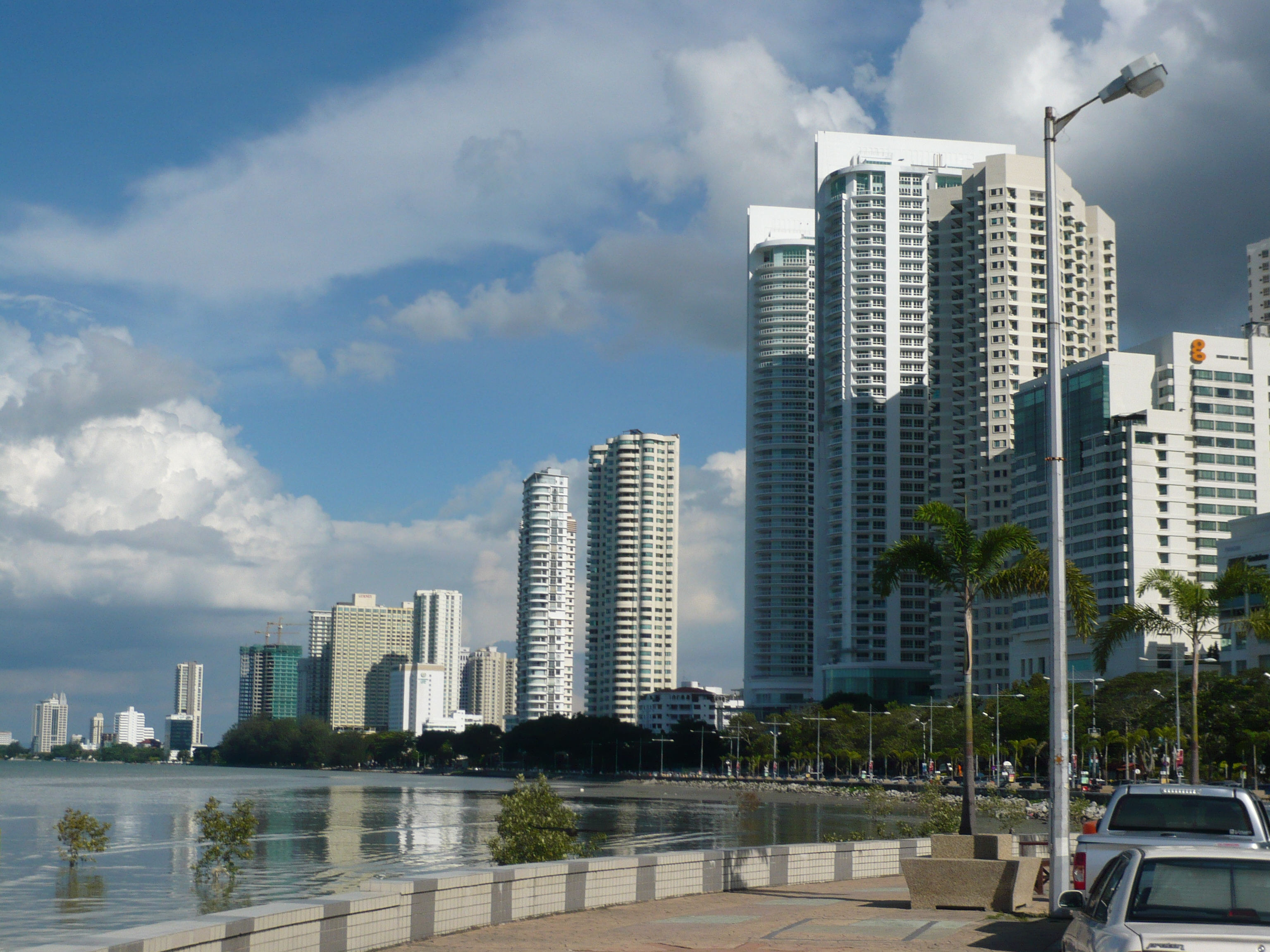
新关仔角，槟岛最热门的旅游景点，正在逐渐成为乔治市的第二个中央商务区。

乔治市最著名的海滩位于该市西北部市郊如峇都丁宜、丹绒武雅和丹绒道光。数家酒店和旅馆也在这些地区建立如槟城硬石酒店。
不仅如此，乔治市最著名的三个长廊为新关仔角、旧关仔角（Esplanade）和卡巴星道（前称新新关仔角）。而当中新关仔角拥有最发达的天际线和高楼建筑物林立，同时还坐拥两个高档商场——合您广场和葛尼百利宫广场。目前有计划要将新关仔角发展为乔治市的第二个中央商务区
自2016年起，新关仔角岸外开始进行填海工程，以建造一个海滨休闲公园，名为葛尼水岸。

#### 山峰

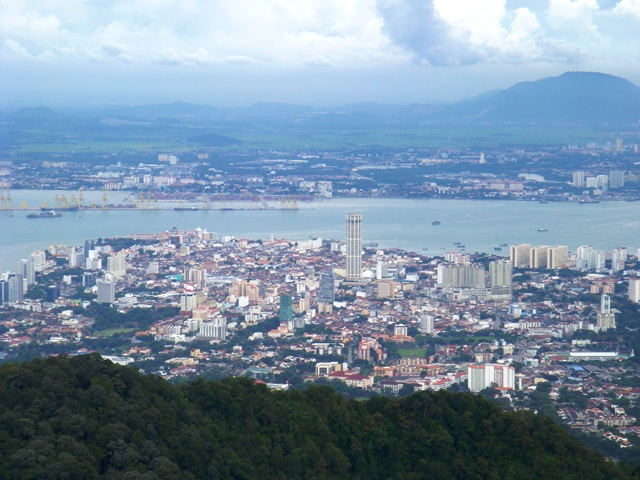
升旗山形成了乔治市的壮观背景。

槟岛中央山脉位于乔治市西部，是这个发展蓬勃的槟岛的绿肺和天然蓄水区。
升旗山是槟岛最高峰，位于亚依淡西部和本岛的中心附近。833米高的山顶可通过亚依淡的升旗山缆车站路尾端的底部车站乘坐升旗山缆车抵达。曾经是英国官员和伊丽莎白二世女王的撤退点，升旗山的高峰是槟城最着名的旅游景点之一，在2014年有136万游客来此观光。

#### 公园

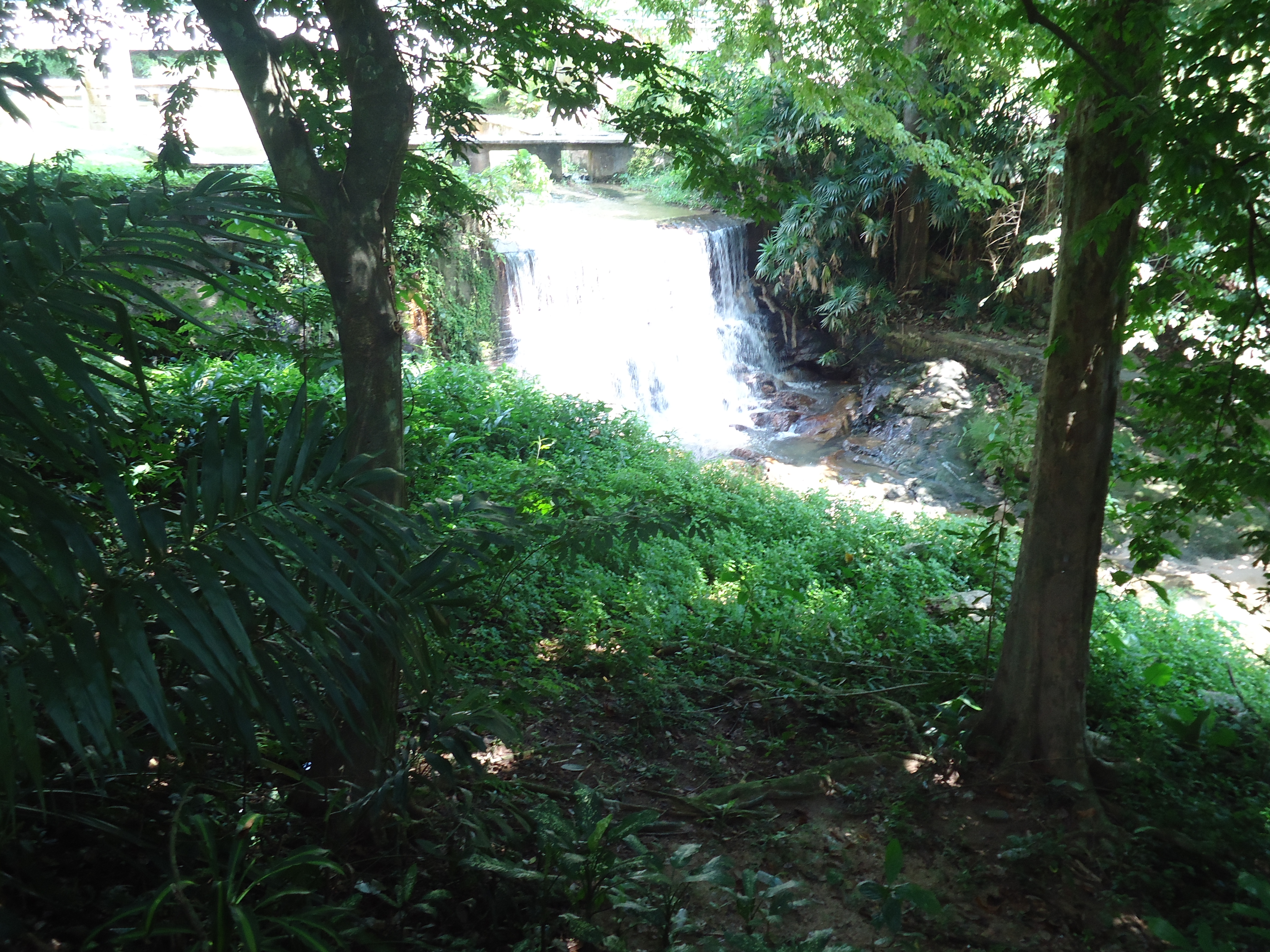
槟城植物园瀑布。

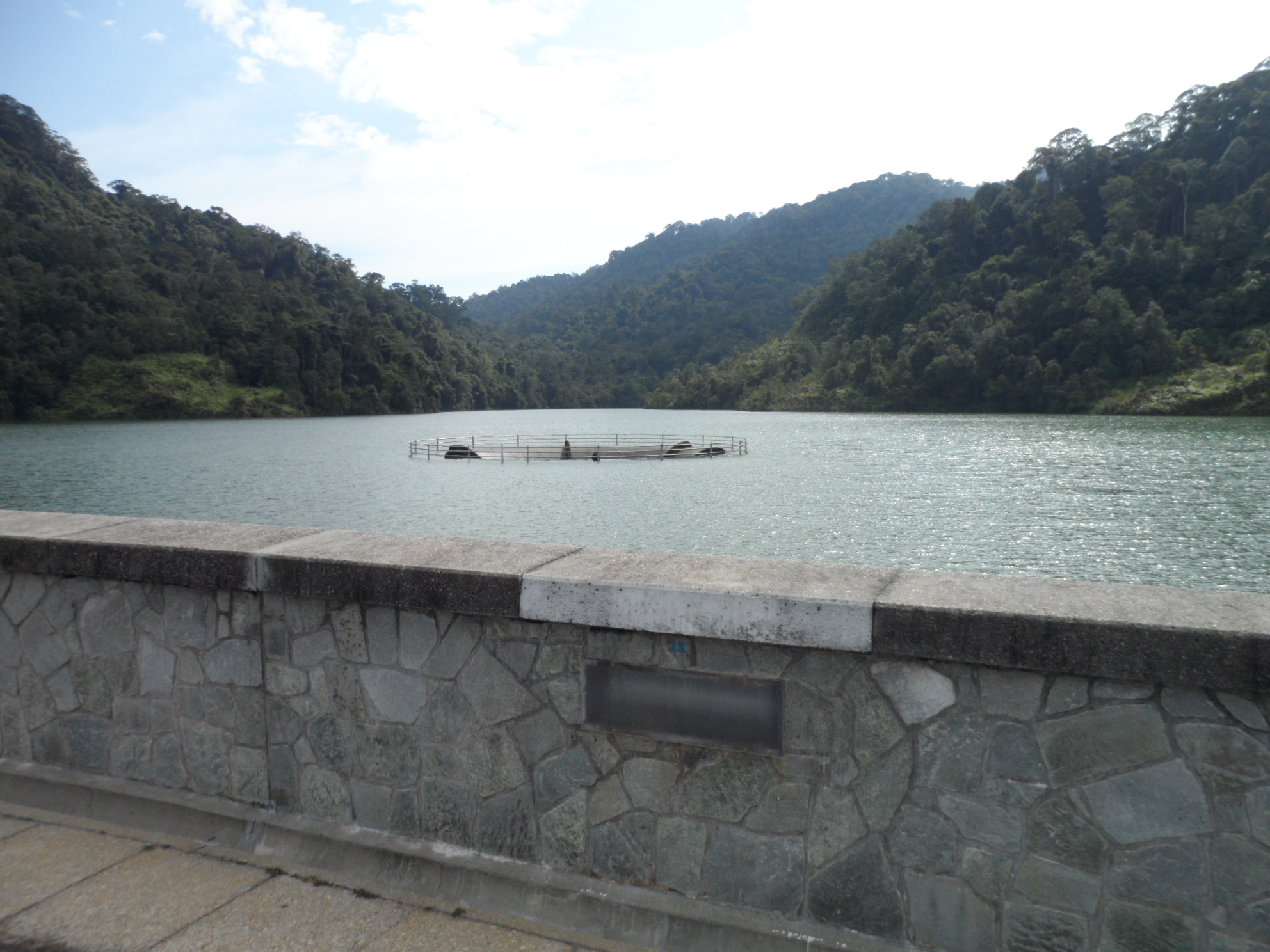
亚依淡水坝

乔治市主要的公园为槟城植物园，位于浮罗池滑瀑布路西部，及临近的青年公园。植物园于1884年创立以作为新加坡植物园的支园，这也是马来西亚历史最悠久的植物园。时至今日，植物园为城市提供绿肺和休闲场所，每个周末约有5,000名游客。植物园内有槟城州内最大的瀑布，其贡献了槟岛少量的水源供应。
创立于1972年的槟城青年公园（也称城区公园），位于Quarry Drive，临近槟城植物园。这个城市公园占地172 acre（70 ha），由水上乐园、溜冰场、儿童游乐场、街头艺术角落组成，是市内进行娱乐活动的热门场所。
其他乔治市的小型公园包括本头公巷公园、TPO友谊公园和峇六拜的湖内市民公园（Relau Metropolitan Park）。

#### 水文
许多河流都流经乔治市，其中有槟榔河、亚依淡河和牛汝莪河。槟岛两个水坝，直落巴巷、亚依淡水坝和槟城植物园瀑布组成了岛内的集水区。

### 气候
这个城市在柯本气候分类法下被归类为热带雨林气候（“Af”级）。乔治市在一年中的气温相对较高，平均最高气温约为32 °C（90 °F），平均最低气温则为21 °C（70 °F）。其最干燥的月份是十二月至二月。这个城市每年平均约有2,477（97.5英寸）的降水量，最低的是二月，约60（2.4英寸），而最高的则是在八月至十月，约210（8.3英寸）。
乔治市靠近印度尼西亚苏门答腊岛，使其易受持续多年但短暂的烧芭活动产生大量灰尘颗粒，造成了东南亚烟霾的年度现象。烟霾季节通常落在七月至十月。
乔治城天气预报由峇六拜槟城气象厅提供，该办事处主要负责北马的天气预报设施。
| 乔治市（峇六拜）                                      | 乔治市（峇六拜） | 乔治市（峇六拜） | 乔治市（峇六拜） | 乔治市（峇六拜） | 乔治市（峇六拜） | 乔治市（峇六拜） | 乔治市（峇六拜） | 乔治市（峇六拜） | 乔治市（峇六拜） | 乔治市（峇六拜） | 乔治市（峇六拜） | 乔治市（峇六拜） | 乔治市（峇六拜） |
| 月份                                                  | 1月              | 2月              | 3月              | 4月              | 5月              | 6月              | 7月              | 8月              | 9月              | 10月             | 11月             | 12月             | 全年             |
| ----------------------------------------------------- | ---------------- | ---------------- | ---------------- | ---------------- | ---------------- | ---------------- | ---------------- | ---------------- | ---------------- | ---------------- | ---------------- | ---------------- | ---------------- |
| 历史最高温 °C（°F）                                   | 35.2 (95.4)      | 34.7 (94.5)      | 36.0 (96.8)      | 36.0 (96.8)      | 36.0 (96.8)      | 33.8 (92.8)      | 33.8 (92.8)      | 32.9 (91.2)      | 33.0 (91.4)      | 34.0 (93.2)      | 34.0 (93.2)      | 34.0 (93.2)      | 36.0 (96.8)      |
| 平均高温 °C（°F）                                     | 31.6 (88.9)      | 32.2 (90.0)      | 32.2 (90.0)      | 31.9 (89.4)      | 31.6 (88.9)      | 31.4 (88.5)      | 31.0 (87.8)      | 30.9 (87.6)      | 30.4 (86.7)      | 30.4 (86.7)      | 30.7 (87.3)      | 31.1 (88.0)      | 31.3 (88.3)      |
| 日均气温 °C（°F）                                     | 26.9 (80.4)      | 27.4 (81.3)      | 27.6 (81.7)      | 27.7 (81.9)      | 27.6 (81.7)      | 27.3 (81.1)      | 26.9 (80.4)      | 26.8 (80.2)      | 26.5 (79.7)      | 26.4 (79.5)      | 26.5 (79.7)      | 26.7 (80.1)      | 27.0 (80.6)      |
| 平均低温 °C（°F）                                     | 23.2 (73.8)      | 23.5 (74.3)      | 23.7 (74.7)      | 24.1 (75.4)      | 24.2 (75.6)      | 23.8 (74.8)      | 23.4 (74.1)      | 23.4 (74.1)      | 23.2 (73.8)      | 23.3 (73.9)      | 23.3 (73.9)      | 23.4 (74.1)      | 23.5 (74.3)      |
| 历史最低温 °C（°F）                                   | 19.0 (66.2)      | 18.0 (64.4)      | 20.5 (68.9)      | 22.0 (71.6)      | 20.5 (68.9)      | 20.0 (68.0)      | 20.0 (68.0)      | 21.0 (69.8)      | 20.0 (68.0)      | 20.5 (68.9)      | 19.5 (67.1)      | 19.5 (67.1)      | 18.0 (64.4)      |
| 平均降雨量 mm（）                                     | 68.7 (2.70)      | 71.7 (2.82)      | 146.4 (5.76)     | 220.5 (8.68)     | 203.4 (8.01)     | 178.0 (7.01)     | 192.1 (7.56)     | 242.4 (9.54)     | 356.1 (14.02)    | 383.0 (15.08)    | 231.8 (9.13)     | 113.5 (4.47)     | 2,407.6 (94.79)  |
| 平均降雨天数（≥ 1.0 mm）                              | 9                | 9                | 14               | 19               | 19               | 15               | 17               | 18               | 24               | 24               | 22               | 15               | 205              |
| 平均相對濕度（％）                                    | 75               | 78               | 81               | 84               | 85               | 84               | 84               | 85               | 86               | 87               | 85               | 78               | 83               |
| 月均日照時數                                          | 314.3            | 320.4            | 234.2            | 224.5            | 203.6            | 202.4            | 205.5            | 188.8            | 201.6            | 170.2            | 182.1            | 287.0            | 2,734.6          |
| 来源1：NOAA                                           |                  |                  |                  |                  |                  |                  |                  |                  |                  |                  |                  |                  |                  |
| 来源2：Deutscher Wetterdienst (extremes and humidity) |                  |                  |                  |                  |                  |                  |                  |                  |                  |                  |                  |                  |                  |

## 政治管理

### 地方政府
乔治市和槟岛的地方行政由槟城州内阁属下的槟岛市政厅管理。这个市政厅管辖305.77平方（118.06平方英里）的区域，包括槟岛全岛以及五个离岸小岛。最早历史可追溯到1800年，它是马来西亚最古老的地方政府，也是全国第一个市政厅的继任者——乔治市市政厅。

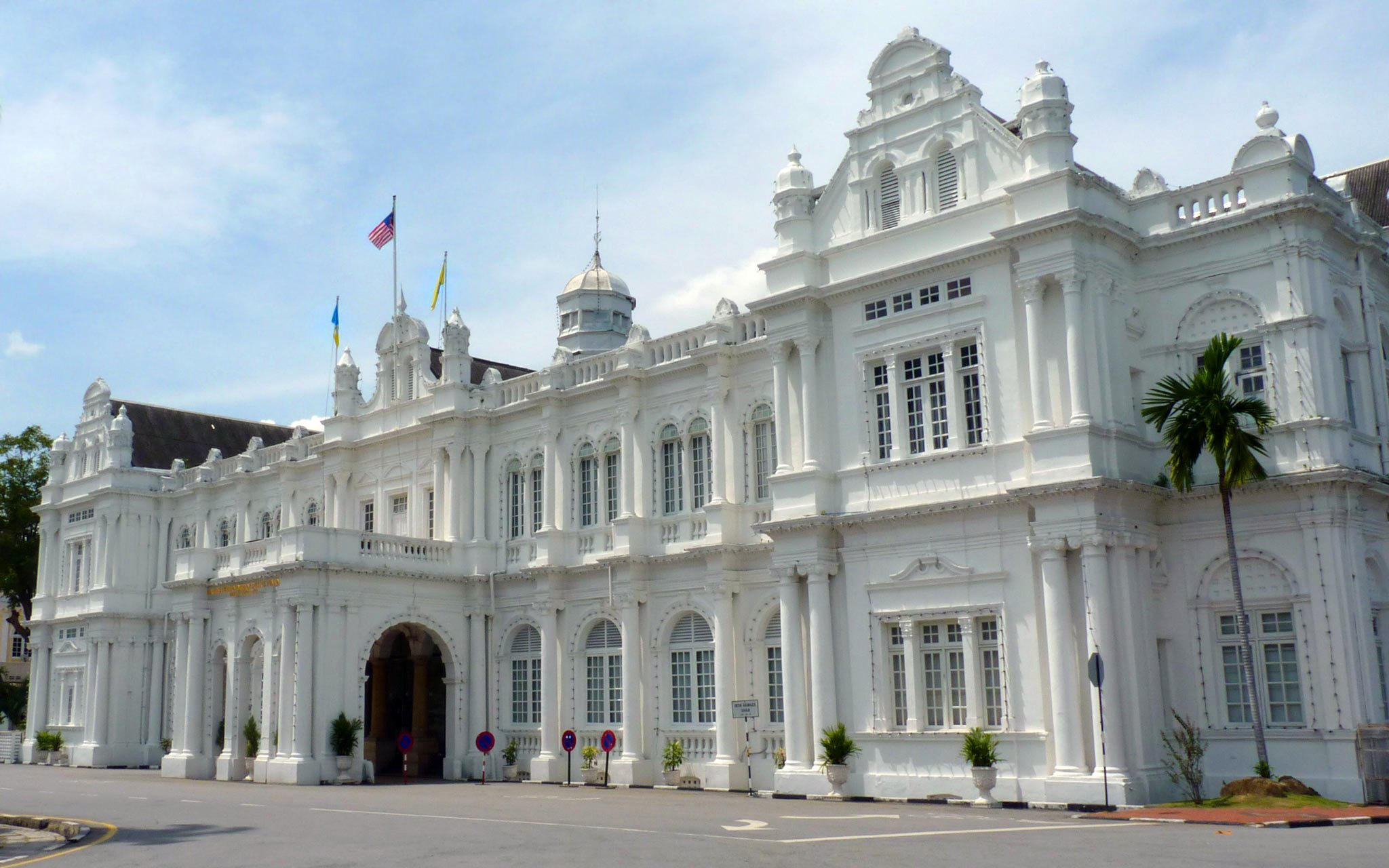
乔治市槟城大会堂，建于1903年，现在是槟岛市政厅的总部。

总部设在槟城大会堂（City Hall），槟岛市政厅负责城市规划、文物保护、公众健康、卫生、废物管理、交通管理、环境保护、建筑控制、社会经济发展和城市基础设施的一般维护。
市长由槟城州政府委任，任期为两年，24名市议员的任期则为一年。槟岛目前的市长为麦慕娜，从2017年担任至今。槟城的非政府组织可获分配24个市议员职位中的四个，以便让他们参加当地民间社会的城市决策发展。

### 州政府

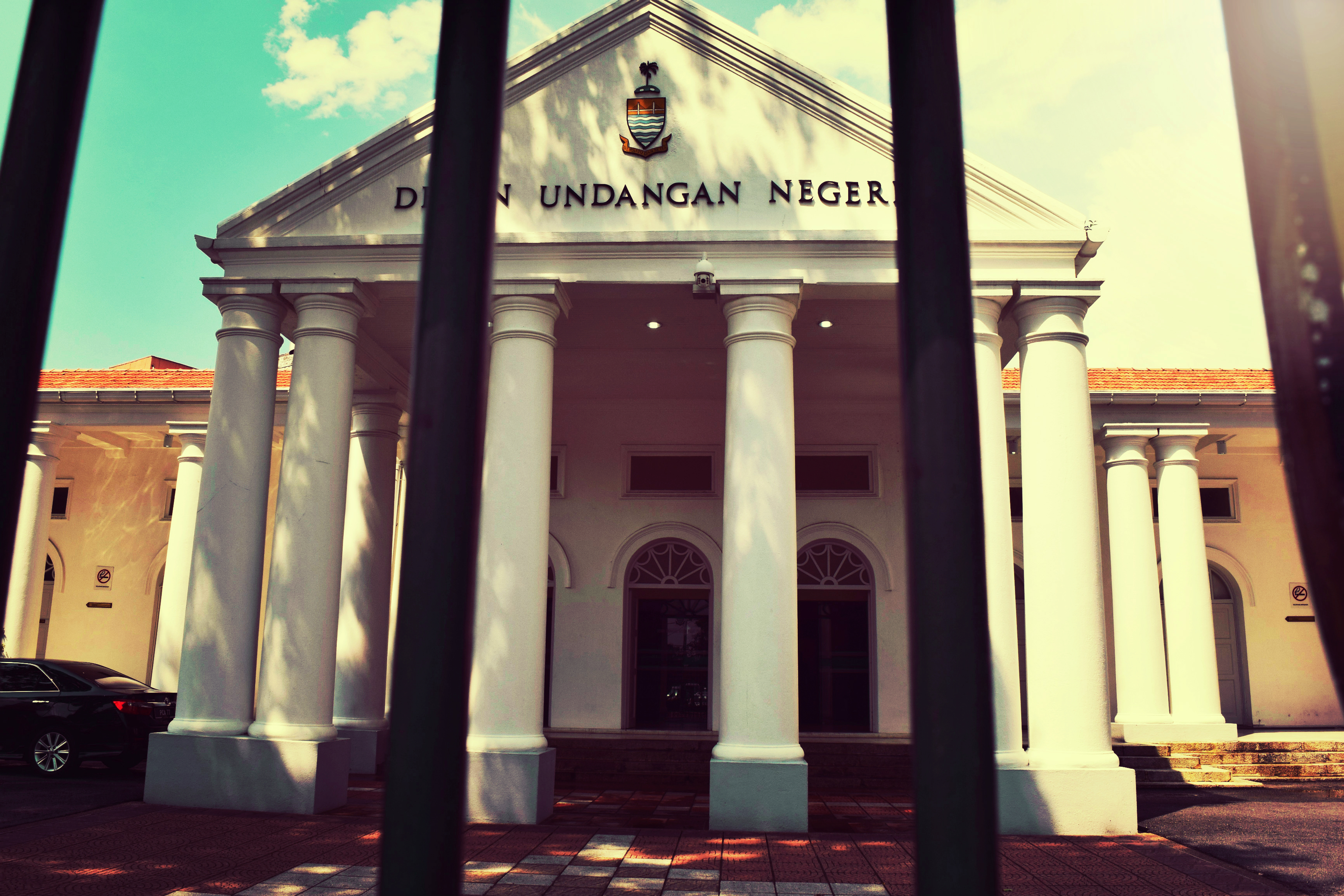
位于莱特街的槟城州议会大厦。

东北县（乔治市）的国会和州选区，其中位于最南部的峇都蛮州议席为跨县选区。

在一院制的槟城州议会中，乔治市占了40个州议席中的13个。州议员通过槟城州选举选出，而州选通常和每五年的马来西亚全国大选一起进行。
自2022年选举以来，乔治市区域的州议员如下。
| 州议席           | 州议员 | 希盟成员党 |
| ---------------- | ------ | ---------- |
| 丹绒武雅 (N22)   | 再里尔 | 民主行动党 |
| 亚依淡 (N23)     | 林冠英 | 民主行动党 |
| 植物园 (N24)     | 王康立 | 人民公正党 |
| 浮罗池滑 (N25)   | 李俊杰 | 民主行动党 |
| 巴当哥打 (N26)   | 曹观友 | 民主行动党 |
| 彭加兰哥打 (N27) | 魏子森 | 民主行动党 |
| 光大 (N28)       | 郑来兴 | 民主行动党 |
| 柑仔园 (N29)     | 佳日星 | 民主行动党 |
| 双溪槟榔 (N30)   | 林秀琴 | 民主行动党 |
| 峇都兰樟 (N31)   | 王耶宗 | 民主行动党 |
| 斯里德里玛 (N32) | 瑟丽娜 | 民主行动党 |
| 亚依淡 (N33)     | 黄顺祥 | 民主行动党 |
| 垄尾 (N34)       | 杨顺兴 | 民主行动党 |

槟城州议会在乔治市莱特街的槟城州议会大厦进行。这座建筑物建于19世纪初，曾是乔治市的中央警察局，并在20世纪60年代被改造成现今的州议会大厦。
此外，乔治市作为槟城的首府，市内也设有槟城首席部长办公室。槟城首席部长办公室位于光大大楼第28层，而光大大楼（KOMTAR）是槟城最高的摩天大楼。

### 国会选区
乔治市在马来西亚国会有四个席位。国会议员通过每五年进行一次的马来西亚全国大选选出。
自2022年选举以来，乔治市区域的国会议员如下。
| 国会议席          | 国会议员 | 希盟成员党 |
| ----------------- | -------- | ---------- |
| 升旗山 (P048)     | 瑟丽娜   | 民主行动党 |
| 丹绒 (P049)       | 林慧英   | 民主行动党 |
| 日落洞 (P050)     | 雷尔     | 民主行动党 |
| 武吉牛汝莪 (P051) | 蓝卡巴星 | 民主行动党 |

作为槟城的首府，乔治市也是马来西亚政府部门驻地。大部分马来西亚政府的办事处位于安顺路的『联邦政府大厦』内，而马来西亚移民局和马来西亚税务局则位于土库街各自的办事处。马来西亚皇家海关的办事处则位于大街路头（Gat Lebuh China）。
几个国家也在乔治市设立领事馆，因乔治市作为马来西亚中一个重要的城市。

### 司法

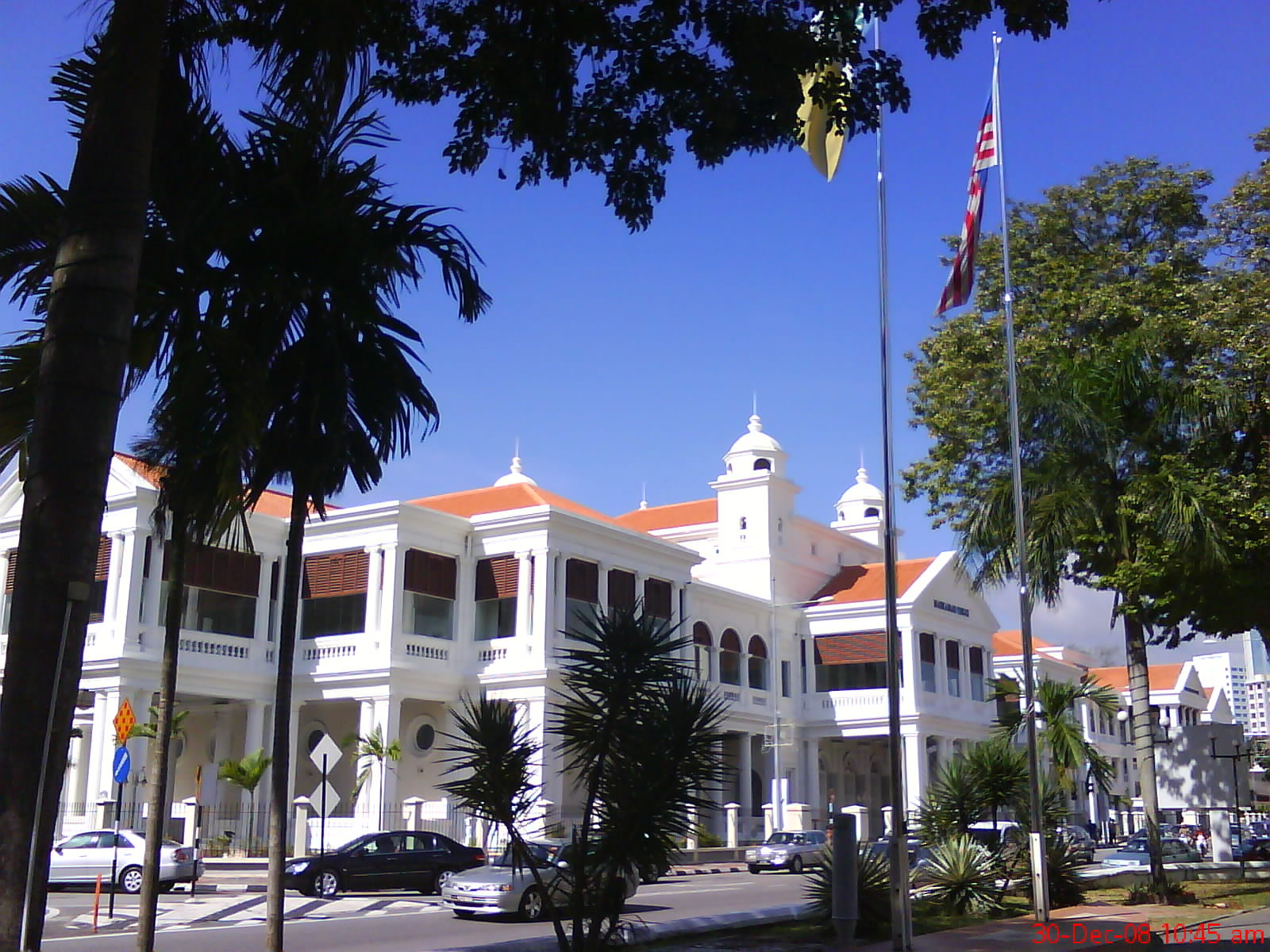
槟城最高法院位于莱特街，是槟城州法院等级制度的最高一层。

马来西亚法律制度就源于乔治市。1807年，皇家特许状授予槟城设立最高法院的权限。其次是任命被指定为“记录员”的第一位最高法院法官。
槟城最高法院于1808年5月31日在康华丽堡首次开放。马来亚第一个高等法院的法官便来自于槟城法庭，当时史丹利（Sir Edmond Stanley）于1808年担任槟城最高法院的第一纪录人（后来是法官）。最高法院随后搬迁到现今的莱特街槟城最高法院。该法院于1903年建成。
到1951年，乔治市的法律制度后来逐渐扩展到整个英属马来亚。[105]独立后，马来西亚的司法机构大部分都已集中在首都。槟城的法院由裁判官、会议和最高法院组成，而高等法院至今仍位于莱特街。
位于峇都眼东路的伊斯兰法庭是一个平行法庭，专门处理有关伊斯兰法的事宜。

## 人口

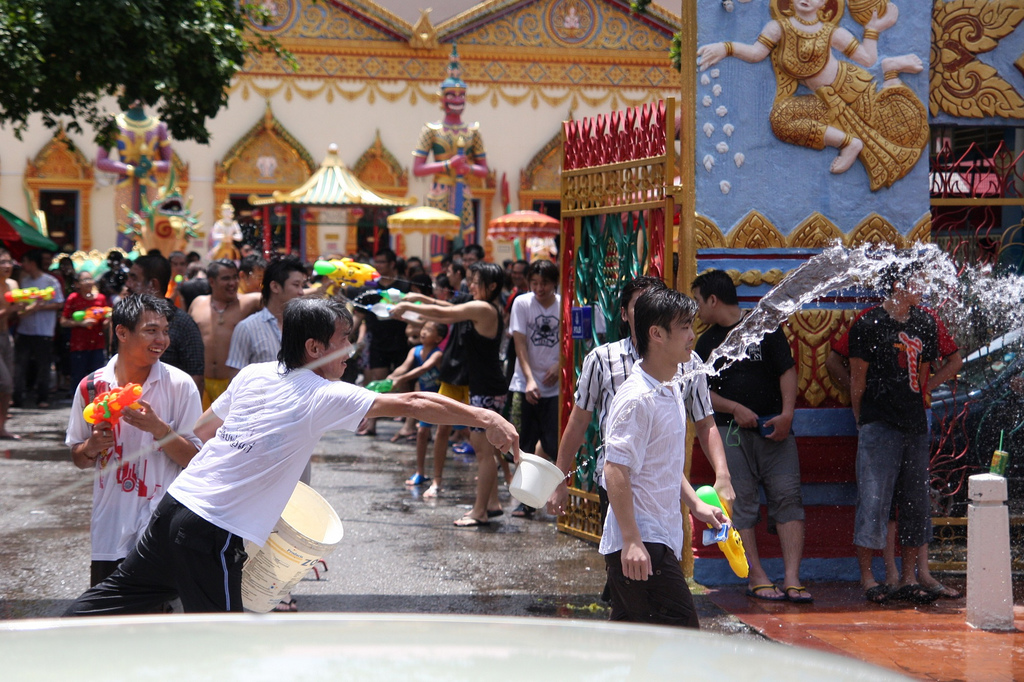
乔治市的槟城人们正庆祝泼水节。

根据马来西亚政府2010年人口普查，乔治市人口为708,127人。而槟城智库研究所的2012年估计显示，乔治市约有738,500名居民。这些数据显示乔治市是马来西亚第三大城市。
另外大约有2,412,616人居住在大槟城都市区内，也包括威省（槟城州的大陆部分），以及邻近的吉打州和霹雳州区域。因此，大槟城都市区是马来西亚巴生谷-大吉隆坡/依斯干达-大新山以外的第三大都会区。
截至2015年，槟城州是城市化程度最高的马来西亚州属，城市化水平为90.8％。

### 族群
53%为华人，以福建裔居多，當地主要通用槟城福建话（闽南语）。

### 语言
檳城福建话、马来语、华语、英语

## 经济

### 商业

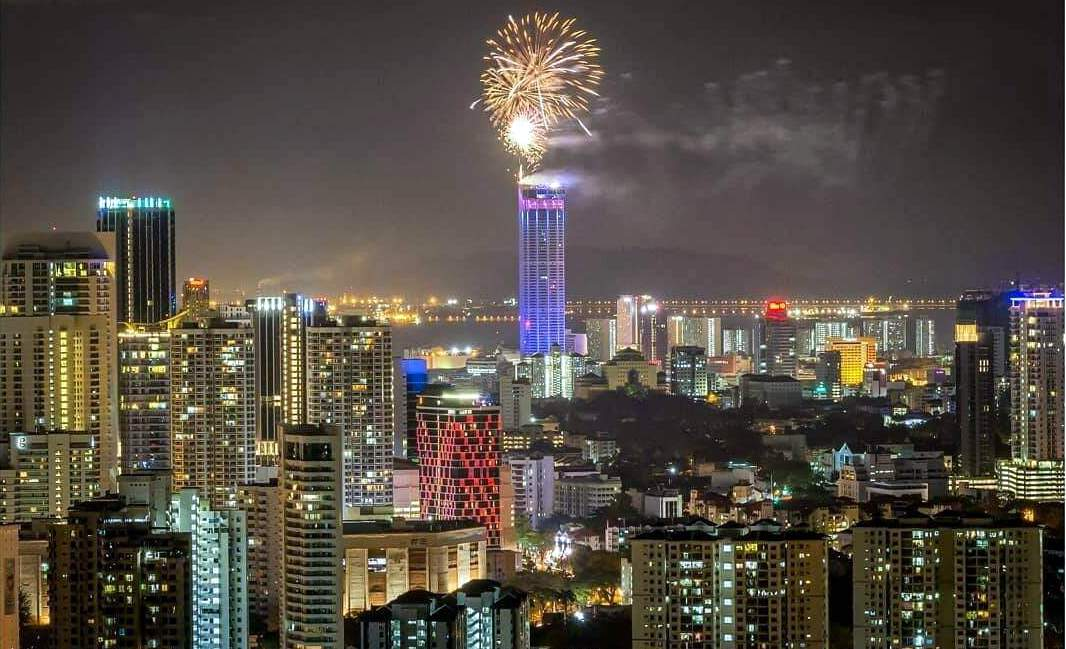
乔治市市区

乔治市是马来西亚经济规模第三大的城市，次于吉隆坡和新山。
乔治市的经济蓬勃以及多样化，主要有旅游业、观光业、服务业等等。

### 旅游

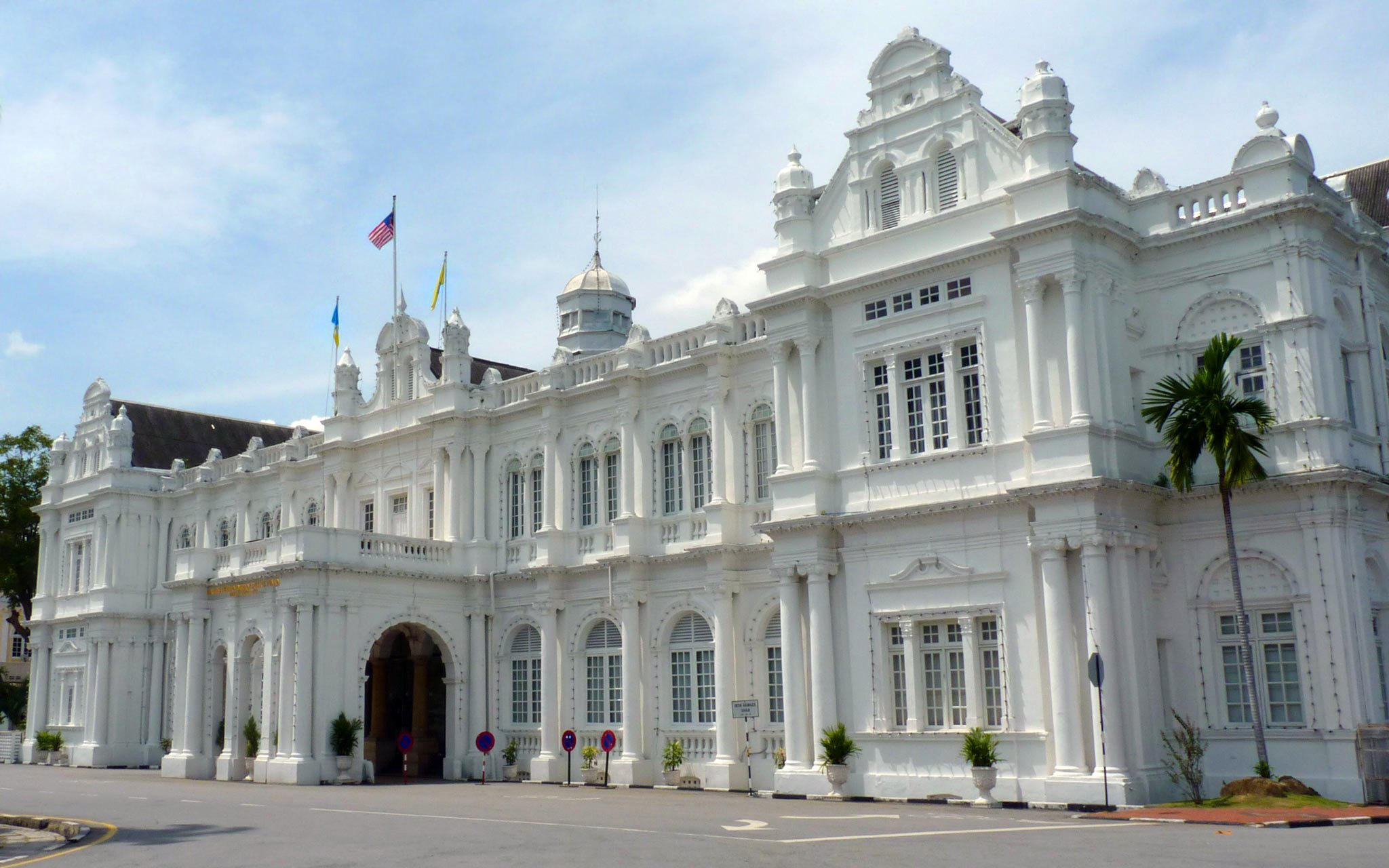
槟城市政厅

此市政厅曾经在乔治市在1957年1月1日由英女王伊丽莎白二世殿下授予皇家宪章正式宣布乔治市为马来亚联合邦的第一个城市（新加坡是在1951年升格为市的）。然而，1976年由于当地政府整顿，乔治市市政厅和槟岛乡区地方政府合并组成槟岛市议会。

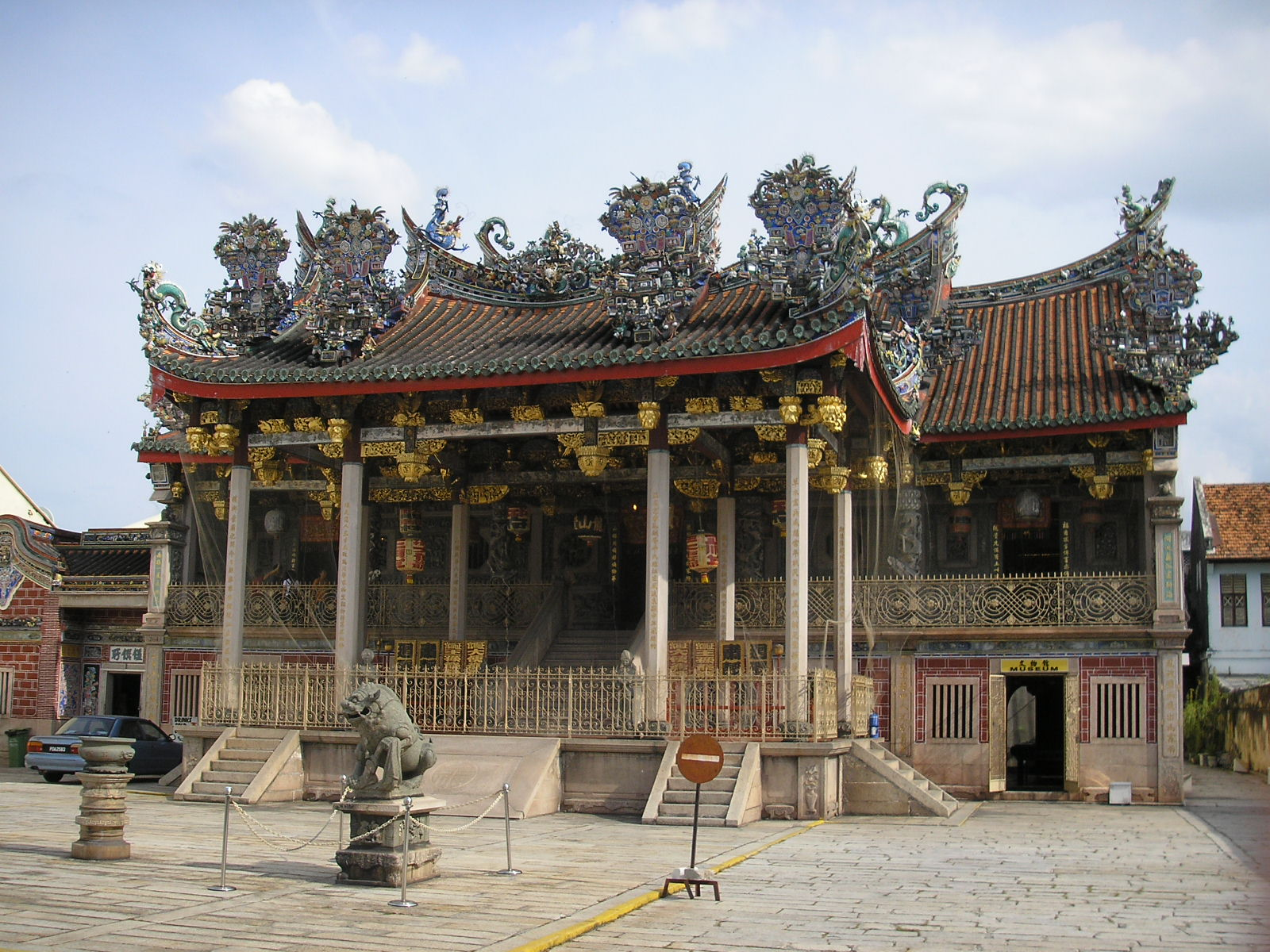
龙山堂邱公祠

龙山堂邱公祠，简称邱公司，位于马来西亚槟城乔治市大铳巷，是一座大型会馆，其大规模的建筑群与雕琢的装潢特显当地华人在槟城社会占一重要席次。邱公司是马来西亚最大型的华人会馆，也是乔治市内其中一座主要历史建筑。邱公司历史虽逾百年，但整体格局完整，会馆的附设建筑、大戏台和供宗族族人居住的19世纪晚期排屋，均保存完好。

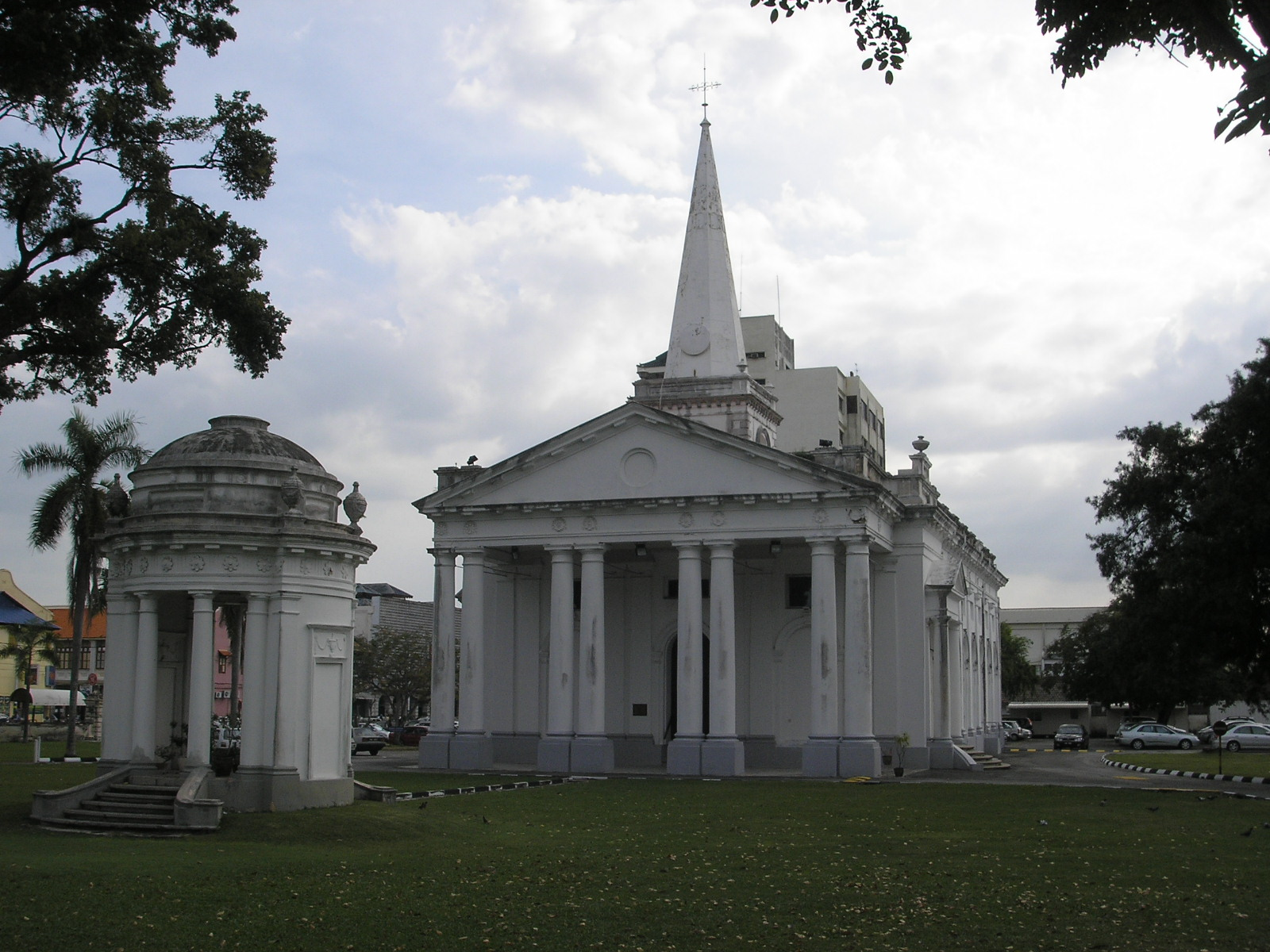
圣乔治教堂

圣乔治教堂（英语：St. George's Church）位于马来西亚槟城乔治市华盖街，是东南亚最古老的一座圣公会教堂，属于圣公会东南亚教省的西马教区。

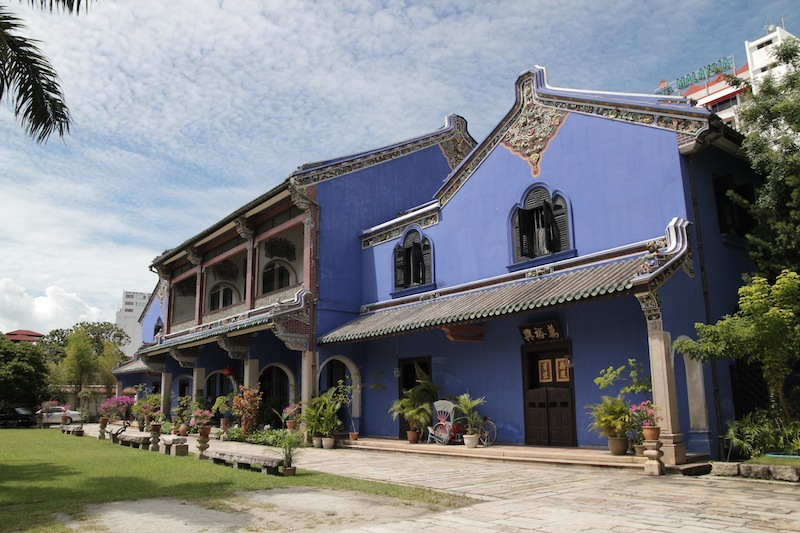
张弼士故居

张弼士故居，位于马来西亚槟城州乔治市莲花河街，原是中国商人、侨民张弼士的府邸。故居始建于1897年，占地5万3000平方英尺，建筑面积3万4000平方英尺，是马来西亚现存最大的中国园林式住宅。1995年经全面修复，现已成为展览馆。2000年获联合国教科文组织亚太区文物古迹保护奖卓越项目奖。

## 建筑

### 主要古迹遗产和建筑
- 姓氏桥（19世纪）
- 龙山堂邱公司（1906年）
- 世德堂谢公司（1870年）
- 张弼士故居
- 广福宫观音亭（1728年兴建,1800年竣工）
- 市政厅（1880年）
- 康华丽堡
- 吉灵甲必丹清真寺（1801年）
- 打石街清真寺（1808年）
- 嘉应会馆
- 韩江家庙/潮州会馆（1870年搬至现址）
- 槟城伊斯兰博物馆
- 罗根纪念碑
- 玛哈玛廉曼兴都庙（1883年）
- 槟城博物馆
- 圣乔治教堂（1817至1818年之间）
- 圣母升天大教堂
- 槟岛市政局（1903年）
- 维多利亚女皇纪念钟楼（1897年）
- 侨生博物馆
- 小印度
- 义兴街码头
- 槟城渡轮（1920年投入服务）
- 海南会馆（现今建筑建于1895年,并在1995年修复）

## 文化

### 美食

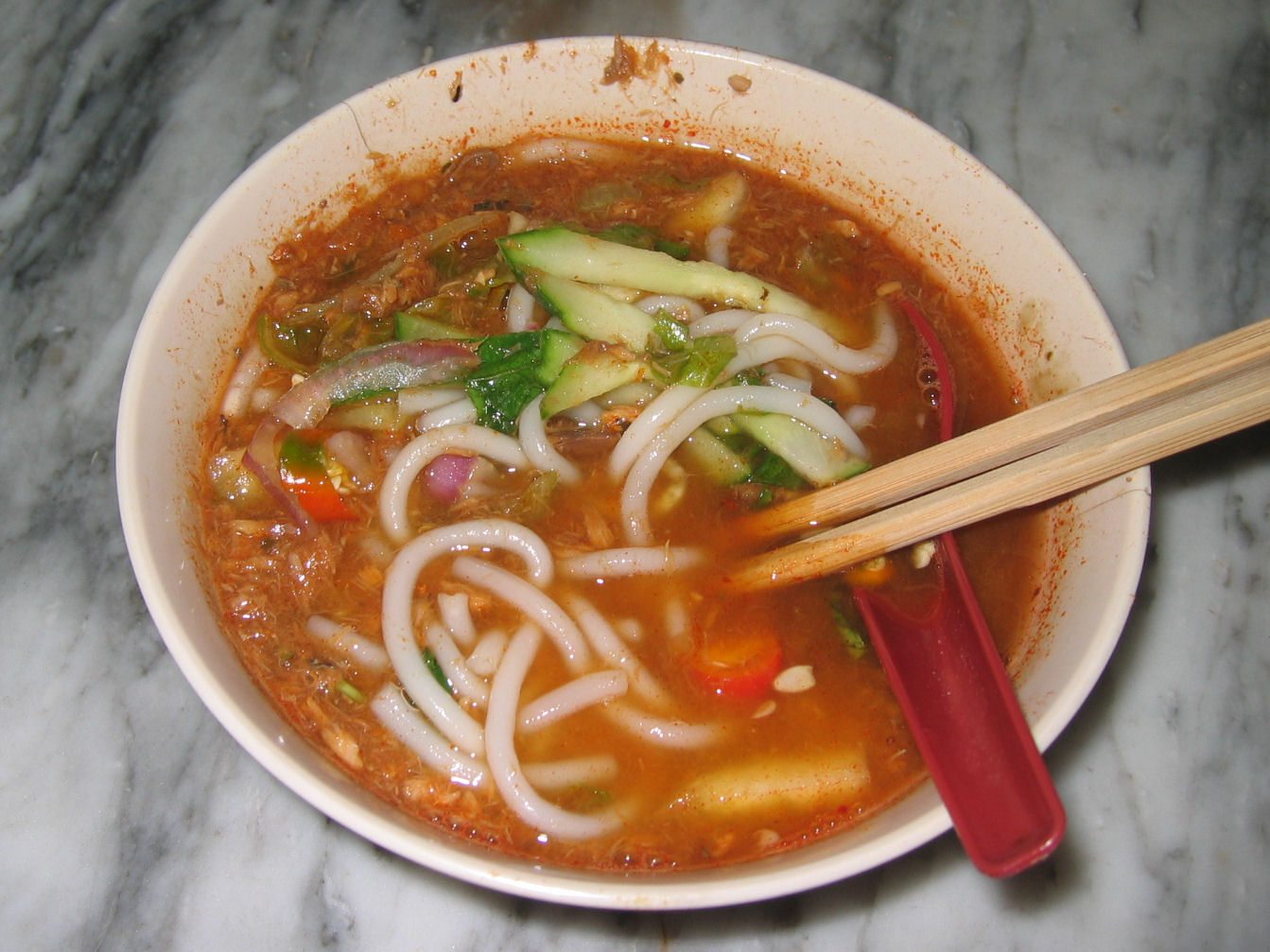
一碗「亚参叻沙」，槟城最著名的街头美食之一。在2011年被美国有线电视新闻网络（CNN）选为全球50大美食中的第7名。

以马来西亚的美食之都闻名的乔治市以其美味多样的街头美食而著称，融合了马来式、中式、印度式、峇峇娘惹式、泰式和欧式于其的美食大熔炉。
乔治市已经被CNN认定为亚洲最受欢迎的街头美食城市之一，也是2014年由孤独星球的罗宾·巴顿（Robin Barton）撰写的书中被认为是世界顶级餐饮目的地。巴顿在书中提到，槟城美食“反映了1786年成立后成为贸易港口，混合了许多文化从马来人到印度人、欧洲人到中国人、缅甸人到泰国。乔治市都将其烹饪震中”。除了这个，时代杂志，也称赞槟城的街头小吃是亚洲最好的，并说“没有地方能够尝到这样美味又超级便宜的食物”。
品尝槟城美食的最佳地点包括新关仔角、浮罗池滑、牛干东、汕头街、纽冷、新世界小贩中心、槟榔律和亚依淡。突出的槟城菜肴有「亚参叻沙」、「炒粿条」、「咖喱面」、「福建面」、「扁担饭」、「蚝煎」、「罗惹」和「煎蕊」。乔治市的著名特殊地方小吃则有槟榔律的煎蕊、浮罗池滑的福建面、亚依淡的亚参叻沙和暹路及沓田仔街的炒粿条。
除此之外，还有几座「豆沙饼」商店遍布整个城市，售卖美味的豆沙饼。

### 艺术表演
乔治市至1919年开始拥有独特的大旗鼓游行庆典。[235] 虽然马来西亚和新加坡都有大旗鼓游行，但槟城的大旗鼓游行是独一无二的，因为庆典需要平衡前额或手上的巨大旗帜。据说，新加坡甚至复制了槟城大旗鼓游行，以增值自己的农历新年庆祝活动。时至今日，每年十二月，乔治市都会举行大旗鼓游行，也是大旗鼓游行槟城华人和州内主要庆典。
贵族曲是一个马来戏曲艺术形式，源自于印度、并在槟城发展时受印度、西方、伊斯兰、中华和印尼文化影响的槟城印度的马来剧院艺术形式（通常被称为“马来歌剧”）。因其在二十世纪后半叶衰退，而导致时至今日成为一个垂死挣扎的艺术形式。马来乐团曲是槟城另一个传统的戏剧舞蹈，并以小提琴，马拉卡斯和Tabla伴奏。

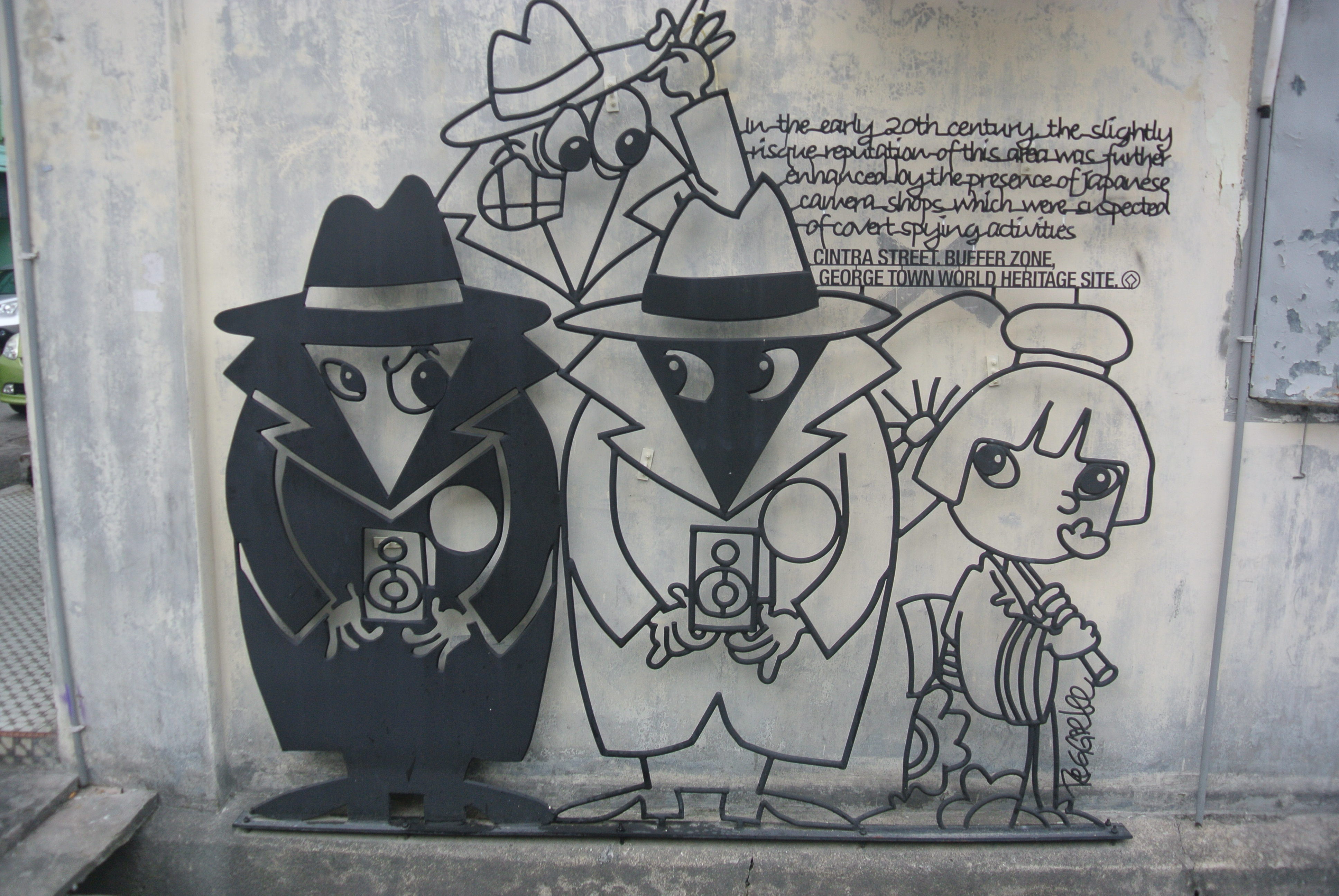
在乔治市古迹区内放置的数十种锻铁漫画之一。这个位于日本横街。

戏曲 (通常为潮州或福建版本) 经常在乔治市各处特别建立的平台上表演，主要是在盂兰节时进行。乔治市还有木偶表演，虽然今天较少见到。
乔治城还有两个主要的西方乐团 - 槟城爱乐乐团（以前的槟城国家交响乐团和合唱团(PESSOC)），以及槟城交响乐团（PSO），以及几个室内和学校的音乐合奏团。槟州大会堂（Dewan Sri Penang）和在海峡岸广场的槟城表演艺术中心（Penangpac）是乔治市的两个主要表演场地。

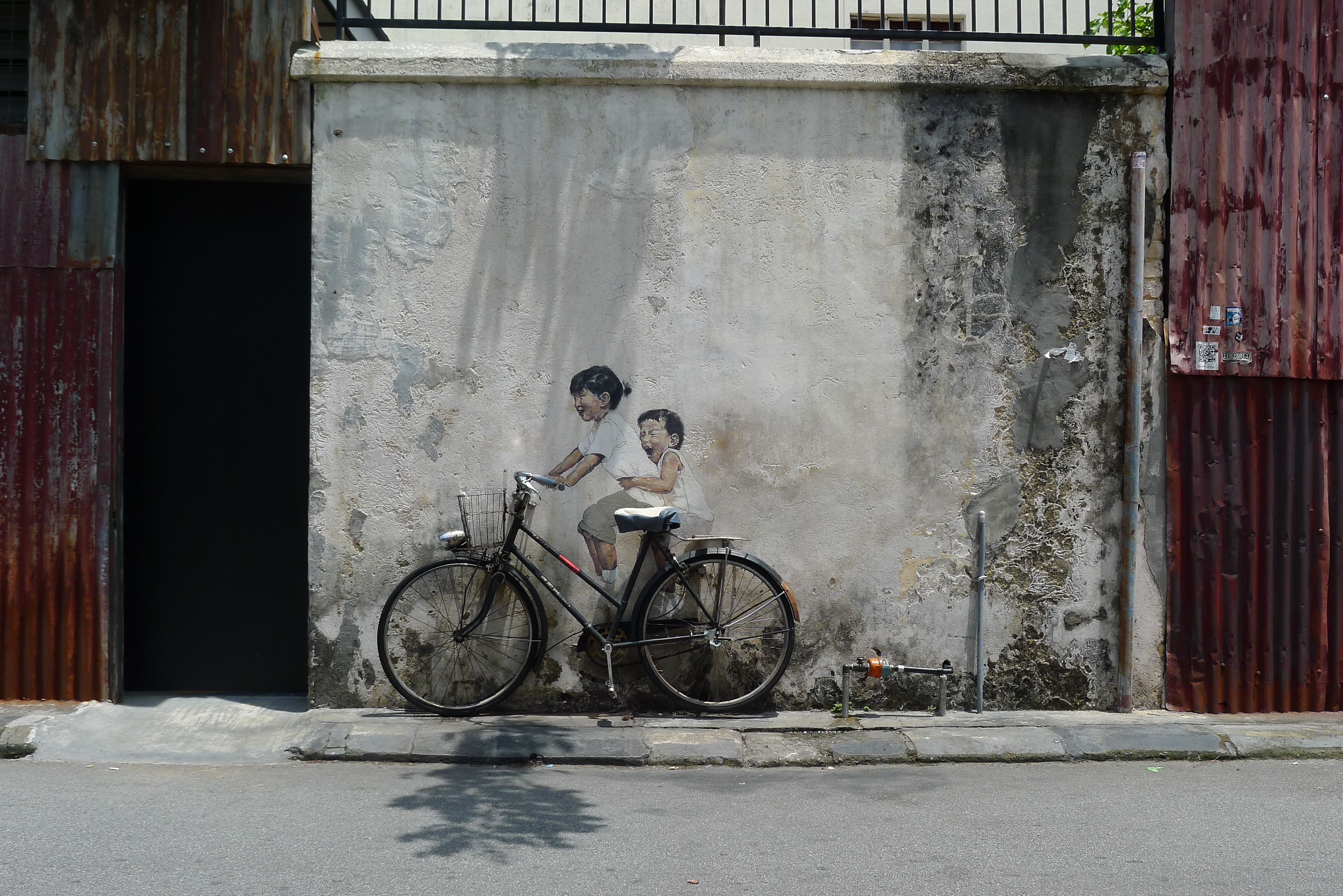
位于本头公巷，由立陶宛画家歐內斯特创作的『姐弟共骑』壁画

### 街头艺术
2012年乔治市庆典期间，立陶宛艺术家歐內斯特·扎哈雷維奇在乔治市绘制了一系列关于当地文化、居民和生活方式的壁画。现在，这些壁画是乔治市著名的旅游景点，其中『姐弟共骑』壁画是市内最多人拍摄的热门景点。 而歐內斯特也在乔治市绘制了6张壁画，但现在只剩下5张。
此后，街头艺术开始在整个槟城州蓬勃发展。兴巴士公司维修站等文化中心现在正在策划令人兴奋的展览，并邀请国际艺术家参观和绘画，以现有的名声将城市进化成一个充满活力的文化艺术中心。街头艺术不局限于壁画而已，在乔治市内还有许多有趣的锻铁雕刻展览等待大家在街上发现它。

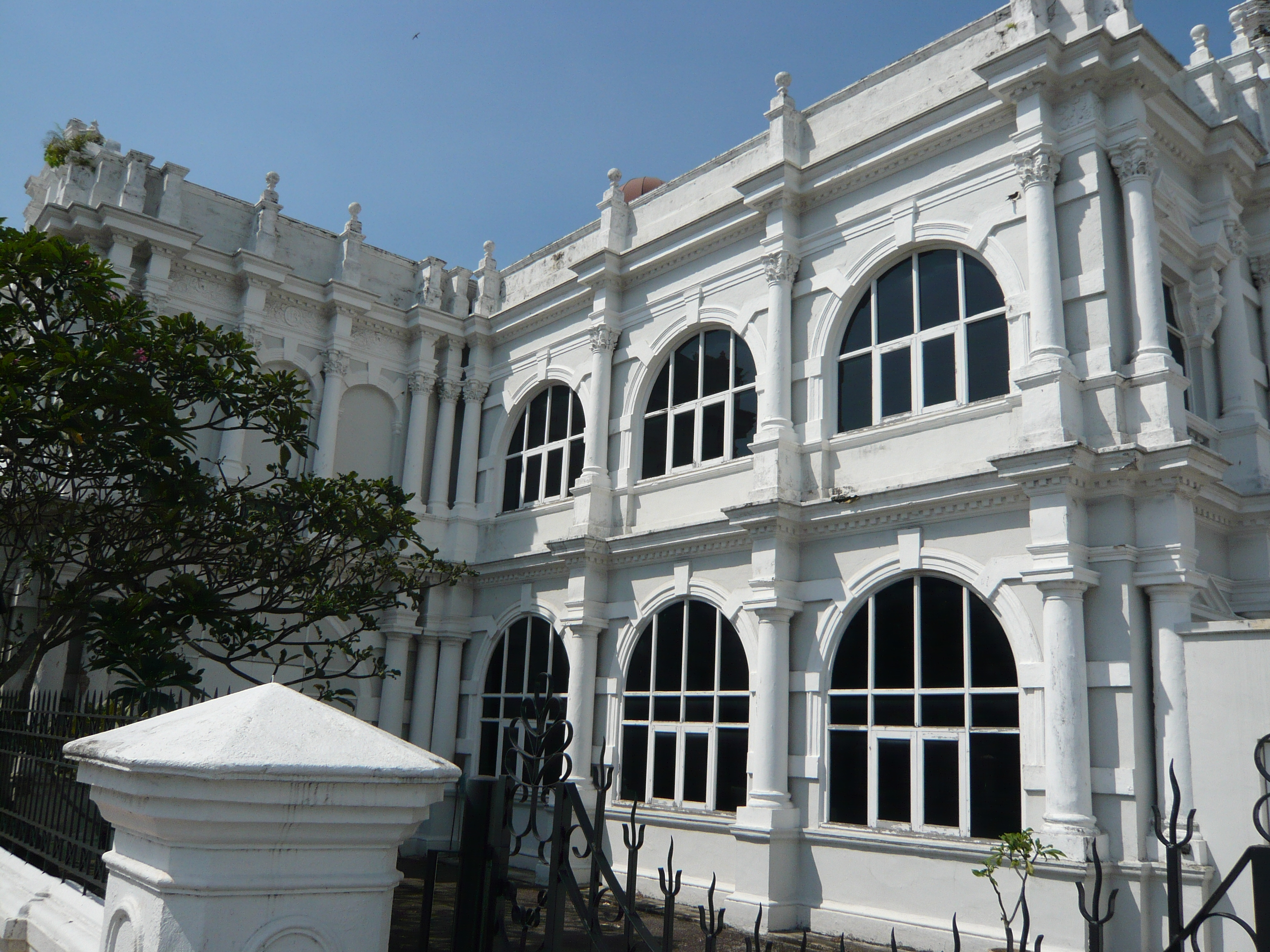
位于华盖街的槟城博物馆及美术馆建筑本身也是瑰宝。这座殖民地建筑物在1927年搬迁之前，曾是大英义学的校地。

### 博物馆
位于华盖街的槟城博物馆及美术馆里面收藏了许多于槟城相关且珍贵的文物、照片、地图等。市内的其他博物馆则以宗教和文化方面为主，还有著名人物，其中包括槟城伊斯兰博物馆、孙中山博物馆，槟城蜡染美术馆和理大博物馆和画廊。
除此之外，马来西亚传奇歌手及演员比·南利的故居，已经变成了一座博物馆。
近年来，许多私营的博物馆如雨后春笋般在乔治市出现，其中就有位于南华医院街的相机博物馆和现今位于直落巴巷益华华小旁的玩具博物馆。市内还涌现了一些新型3D视觉博物馆，如美因槟廊3D博物馆和槟榔时光隧道等。

### 节庆

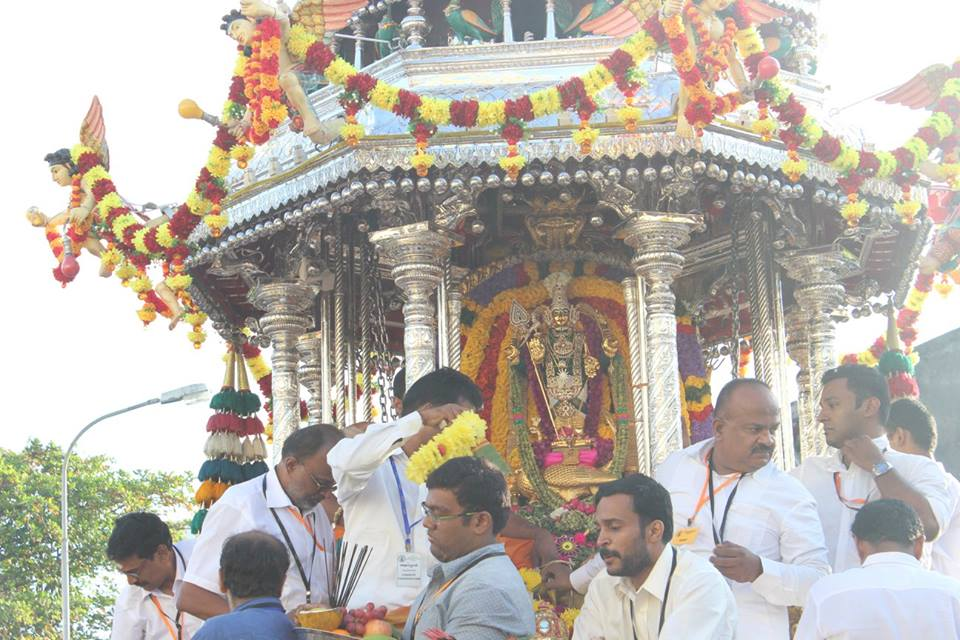
乔治市印度人正在庆祝大宝森节。

乔治市这个文化大熔炉兼具各种种族和宗教的文化，而任何一年里都有很多庆祝活动和嘉年华。
槟城华人庆祝农历新年和中秋节。而槟城道教华人也会庆祝中元节（盂兰节）、清明节和其他神仙的节日。
同时，市内穆斯林都在开放的屋子庆祝开斋节、哈芝节和Maulidur Rasul。兴都教徒庆祝屠妖节、大宝森节和庞格尔节，而锡克教则纪念拜萨哈节（锡克教丰收节）。基督教庆祝圣诞节、耶稣受难节和复活节。 卫塞节则是佛教的节庆。
日本盂兰盆节是本地和外籍日本人在旧关仔角举行的年度活动，而乔治市的暹罗裔则庆祝泼水节。
近年来，槟城州政府都会在每年八月举办一年一度的乔治市庆典。乔治市庆典已成为马来西亚最受欢迎的文化活动之一，估计每年有20多万来自世界各地的人参加。
另一个著名的节日是槟城热气球嘉年华，通常都会在每年的两月在马球场举行。这个特别的节日吸引了国内以及比利时、荷兰和美国等国外的气球爱好者。

## 体育

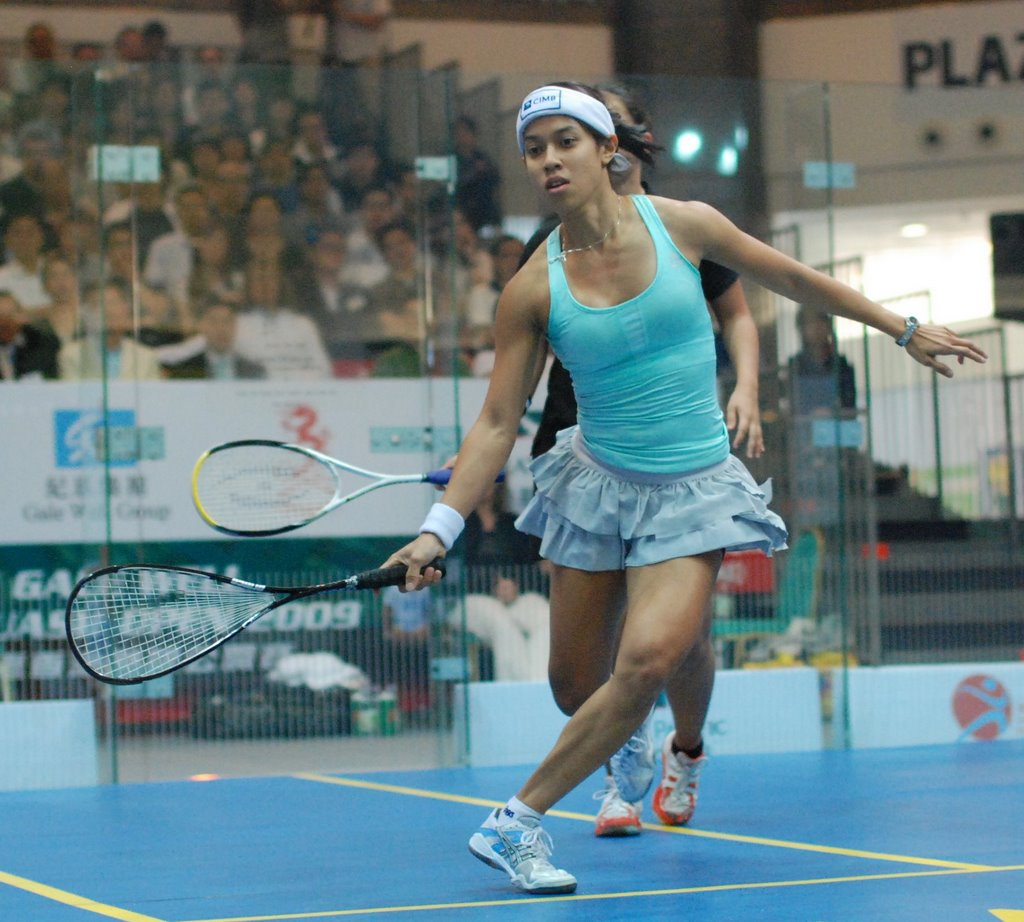
目前世界排名第三壁球员妮科大卫2016年9月在乔治市主场被粉丝们欢呼

乔治市为马来西亚体育贡献了许多人才。而妮科大卫，则被许多人认为是世界上最伟大的壁球女球员。妮科大卫出生在乔治市，并在年轻时在牛汝莪训练。壁球球员刘薇雯和王明喜也都来自乔治市，而陈炳顺也在2016年夏季奥运会羽毛球比赛获得了一面银牌。

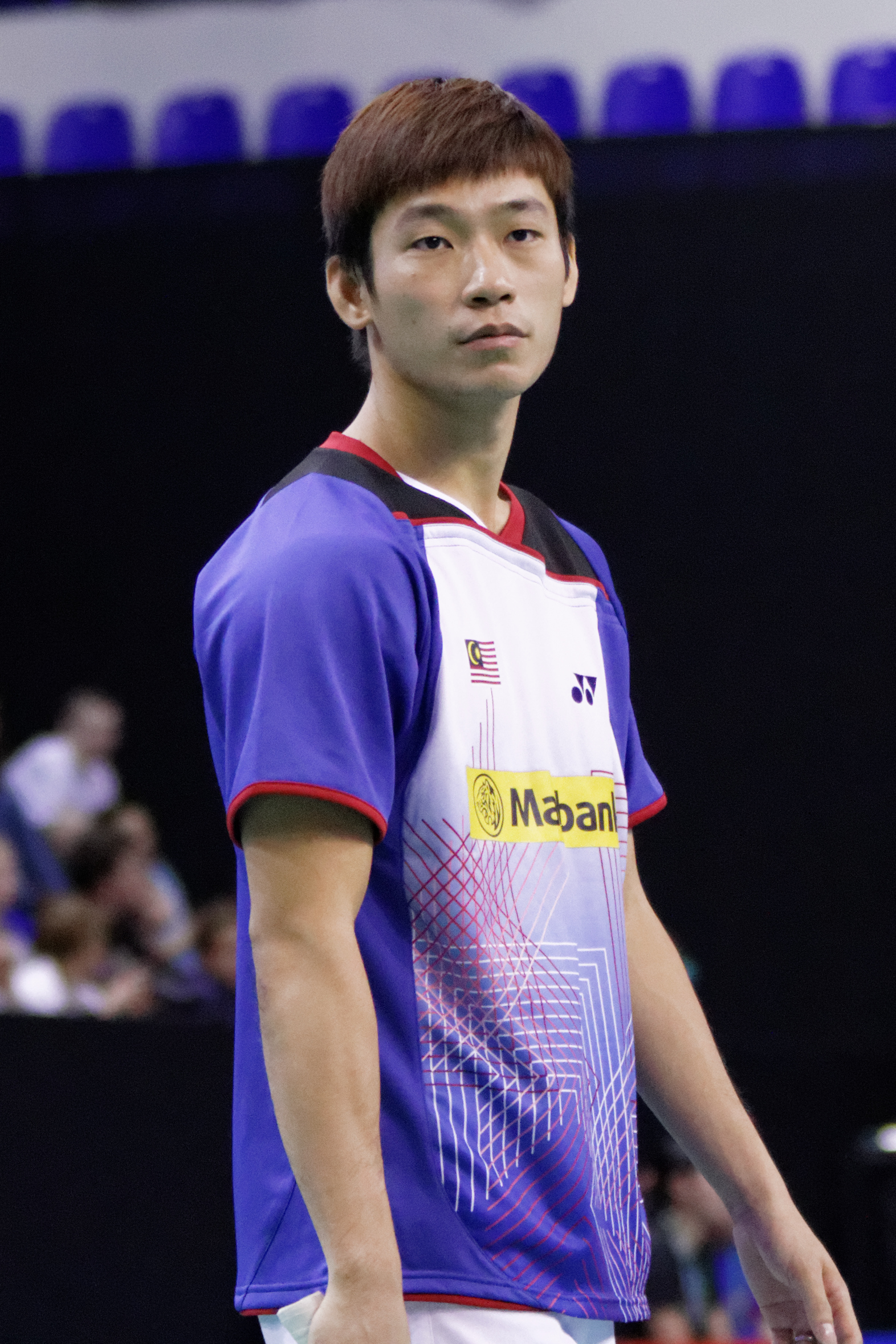
马来西亚混合双打选手陈炳顺在2016年夏季奥运会与吴柳莹赢得了银牌。

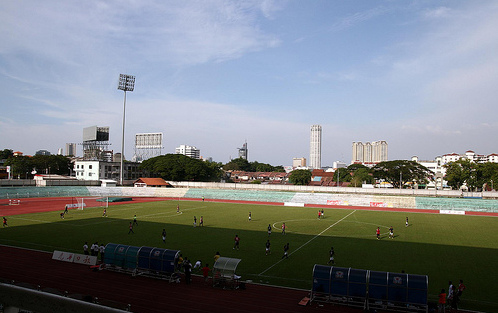
乔治市的槟岛市政厅体育场，赢得2016国际足联普斯卡什奖的槟城足球协会球员莫哈末‧法伊兹就是在这里进球的。

本市也拥有相对发达的体育基础设施。位于柑仔园路的槟岛市政厅体育场是槟岛的主要足球场，容量约为25,000人。这里是槟城足球协会的主场，并是槟城足球协会球员法伊兹射入香蕉球的地方，使他赢得2016国际足联普斯卡什奖。位于峇央峇鲁的槟城国际会展中心体育场，是一座室内体育场和水上运动中心，而牛汝莪的妮可尔大卫国际壁球中心则是乔治市主要的壁球训练中心。此外，位于峇都眼东、成立于1864年的槟城赛马公会，是马来西亚最大的赛马和马术中心。[232]
槟桥马拉松是一个受欢迎的年度盛事。完整的马拉松路线从皇后湾广场附近，跑到总长13.5公里（8.4英里）的槟威大桥后，再原路返回起点。这个活动在2010年举办时共有24,000名参与者。[234]
乔治市的体育俱乐部包括槟城俱乐部，槟城中华体育会（CRC），槟城体育俱乐部，槟城步枪俱乐部，槟城马球俱乐部，槟城游泳俱乐部，槟城中华游泳公会和槟城壁球中心。
乔治市也主办了国内和国际体育赛事包括2000年马来西亚运动会和2013女子世界壁球公开赛。

## 教育

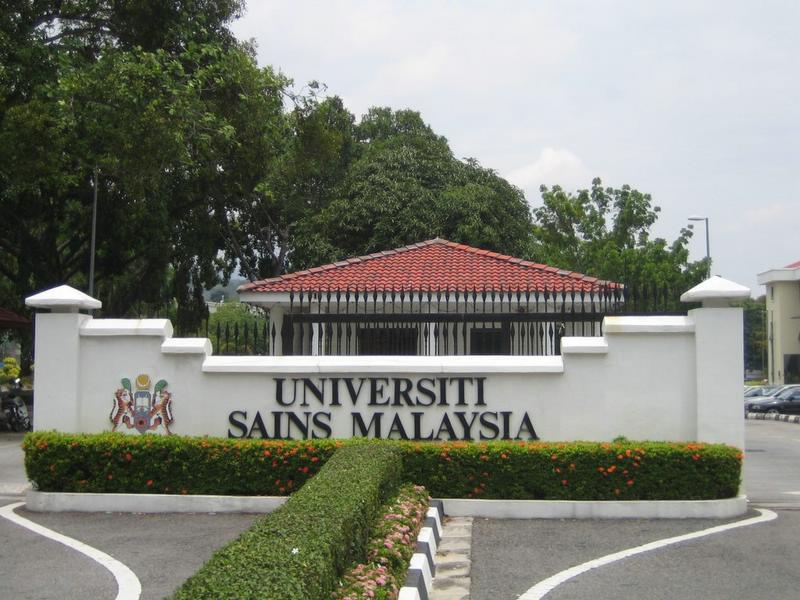
位于牛汝莪的马来西亚理科大学是乔治市唯一的公立大学

乔治市拥有许多历史悠久和学校，可说是马来西亚教育制度和先驱。在英制下，第一所教会中学檳城大英義學在1816年在乔治市创校。这些教会中学培育了马来西亚最具影响力的人物，包括立法者、政治家、专业人士和商人。其次是华文学校，其中市内一些也是全国最古老的学校之一，从而使乔治市成为东南亚华文教育的核心。
最近市内也建立了若干间国际学校，以照顾不断增长的外籍人口。这些国际学校提供小学至中学教育和普通教育高级程度证书（A Levels）和国际文凭（International Baccalaureate）。
乔治城也拥有马来西亚最好的公立大学之一——马来西亚理科大学以及几所私立学院和机构。
这些教育机构使乔治市市民能够接受良好教育，并使槟城州拥有马来西亚第三高的人类发展指数。总体而言，槟城2010年的识字率为98.2％。

### 中学

#### 教会中学
早在殖民时期，乔治市就已拥有良好的教育制度，最早的教育制度可以追溯到英国东印度时代。其中一些学校是东南亚中最古老的学校之一，并教育了几代统治者，立法者，政治家，专业人士和社会地位的人士。
- 大英义学（Penang Free School），于1816年创校，是东南亚最早的英文学校。东姑阿都拉曼、比南利、伍连德和林苍祐都是这所学校的校友。
- 圣芳济中学（St. Xavier's Institution），于1852年创校，是国内最早的天主教拉萨勒学派。卡巴星、王保尼和韩瑞生。
- 莱特街修道院女子中学（Convent Light Street），也是于1852年创校，是国内最早的女子中学。
- 青草巷修道院女子中学（Convent Green Lane）
- 浮罗池滑修道院女子中学（Convent Pulau Tikus）
- 槟城圣乔治女子中学（St. George's Girls' School）
- 槟城美以美男子中学（Methodist Boys' School）
- 槟城美以美女子中学（Methodist Girls' School）

时至今日，这些教会学校（虽然在70年代改用马来文为媒介语，但并未改变其教会学校的特色）仍然保持英国的传统文化。

#### 华文中学
乔治市是东南亚华文教育的主核，第一所华文学校就是1900年代在乔治市创立的。乔治市也是马来西亚华教系统的中心。这些学校是由当地华社组织的慈善家捐赠，曾吸引了泰国和印度尼西亚华人社区的学生前来报读，因当时华教在这些国家被禁止。这些学校因为有华社的大力支持，使得教育质量比其他源流学校来的高，也因此吸引了许多非华裔华小生就读。
注：马来西亚有两种华文中学，一种为政府资助的马来西亚国民型华文中学（简称华中、华文中学或SMJK，以马来语为媒介语），另外一种则是独立中学（简称独中或SP），由马来西亚华社和董总营运，但目前独中的高级考试统考不受中央政府承认。详情请参见1961年教育法令。
- 孔圣庙中华国民型华文中学，于1904年创校，是东南亚其中一所历史悠久的华文学校，也是第一个使用北京官话（现代汉语）教学的华文中学。
- 槟城锺灵国民型华文中学，于1917年创校，许文远、李炯才和许子根都是这所学校的校友。
- 锺灵独立中学
- 韩江独立中学
- 槟华女子国民型华文中学
- 协和国民型华文中学
- 柑仔园修道院国民型华文中学
- 菩提国民型华文中学，于1940年创校，是马来西亚第一间佛教中学。
- 恒毅国民型华文中学

#### 国民、技职和宗教中学
国民中学都使用马来语作为教学媒介语。与早期华文中学和教会中学不同的是，国民中学大多数由马来西亚联邦政府资助。例如哈米德汗高中、斯里珍珠高中和亚依淡高中。
东姑阿都拉曼技术学院和峇都兰樟职业学校（Batu Lanchang Vocational School）是乔治市唯二由政府运营的技职中学。
Al-Mashoor高级宗教中学是乔治市著名的伊斯兰宗教中学。

#### 国际学校

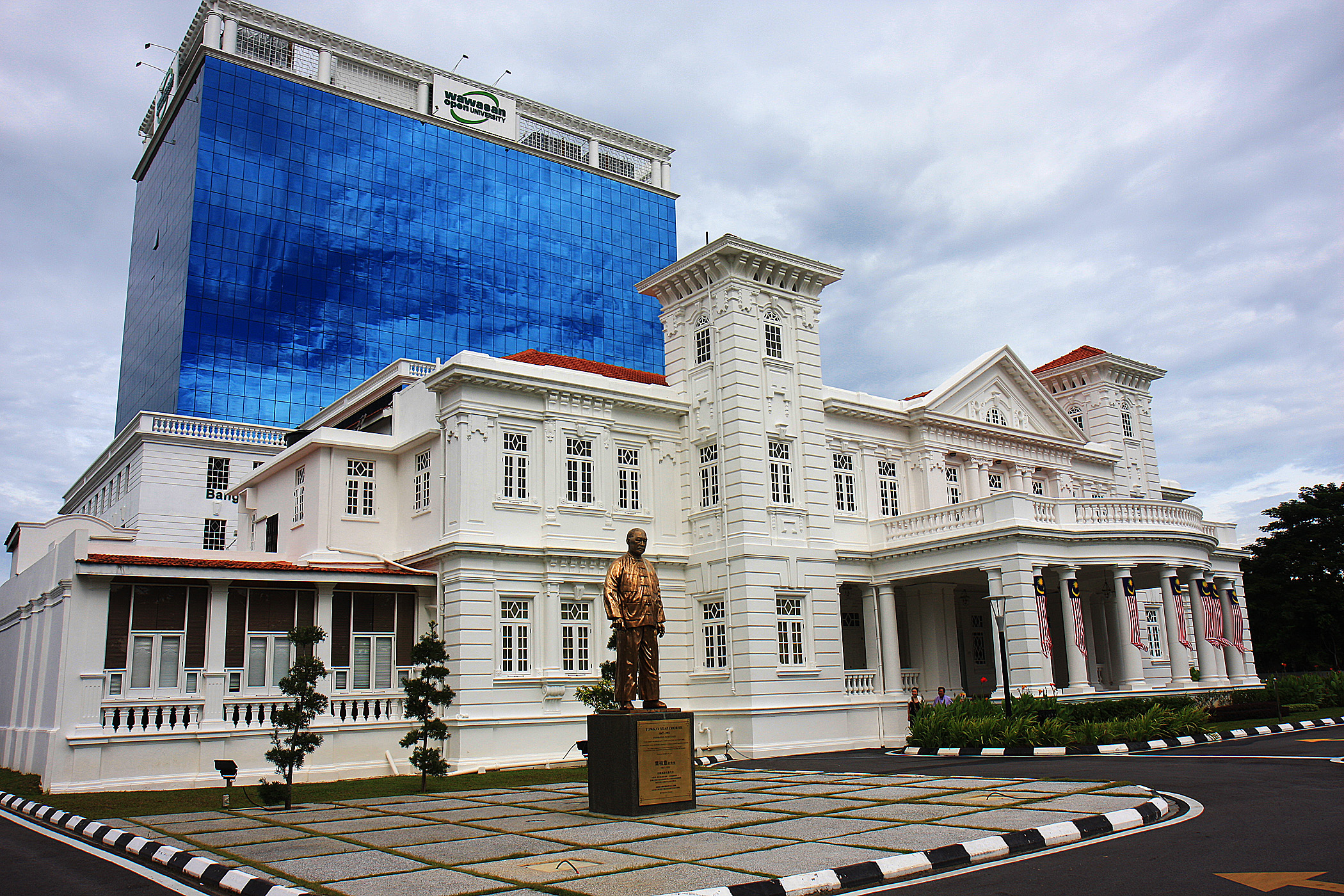
位于红毛路的宏愿大学，是一所以远程教育为专业的私立开放大学。

- Dalat国际学校
- Uplands国际学校
- Tenby国际学校
- Pelita国际学校
- 槟城日本人学校

### 高等教育
马来西亚理科大学，位于牛汝莪，是国内最优秀的公立大学之一。理大于1969年创校，是当时马来西亚第二间大学，原名为槟城大学。在2016年的QS世界大学排名中排名第330位，也是马来西亚排名第五高的大学。
数间私立学院和大学也在乔治市创校。
| - 宏愿开放大学（宏愿大学） - 槟城世纪学院（SEGi） - KDU学院 | - 立达学院（DISTED） - Penang Skills Development Centre - PTPL学院 | - 槟城医药学院 - 南华护士学院 - 赤道艺术学院 | - 韩江学院 - 拉曼大学学院 - 槟城中央学院（Sentral） | - Olympia College - The One Academy - Cosmopoint College |

### 图书馆
槟城公共图书馆在苏格兰路有一间分行。而其他私人图书馆可在学校、学院或大学找到。槟州华人大会堂内的图书馆拥有全槟城最多的中文藏书。
2016年，槟城州政府宣布开放位于青草巷的槟城数码图书馆。这也是马来西亚第一间电子图书馆，目前藏书共超过3000本，种类还包括周刊和杂志，并免费开放给公众。槟城数码图书馆将从5月1日起开始24小时对外开放，是夜猫子的好去处。

## 保健

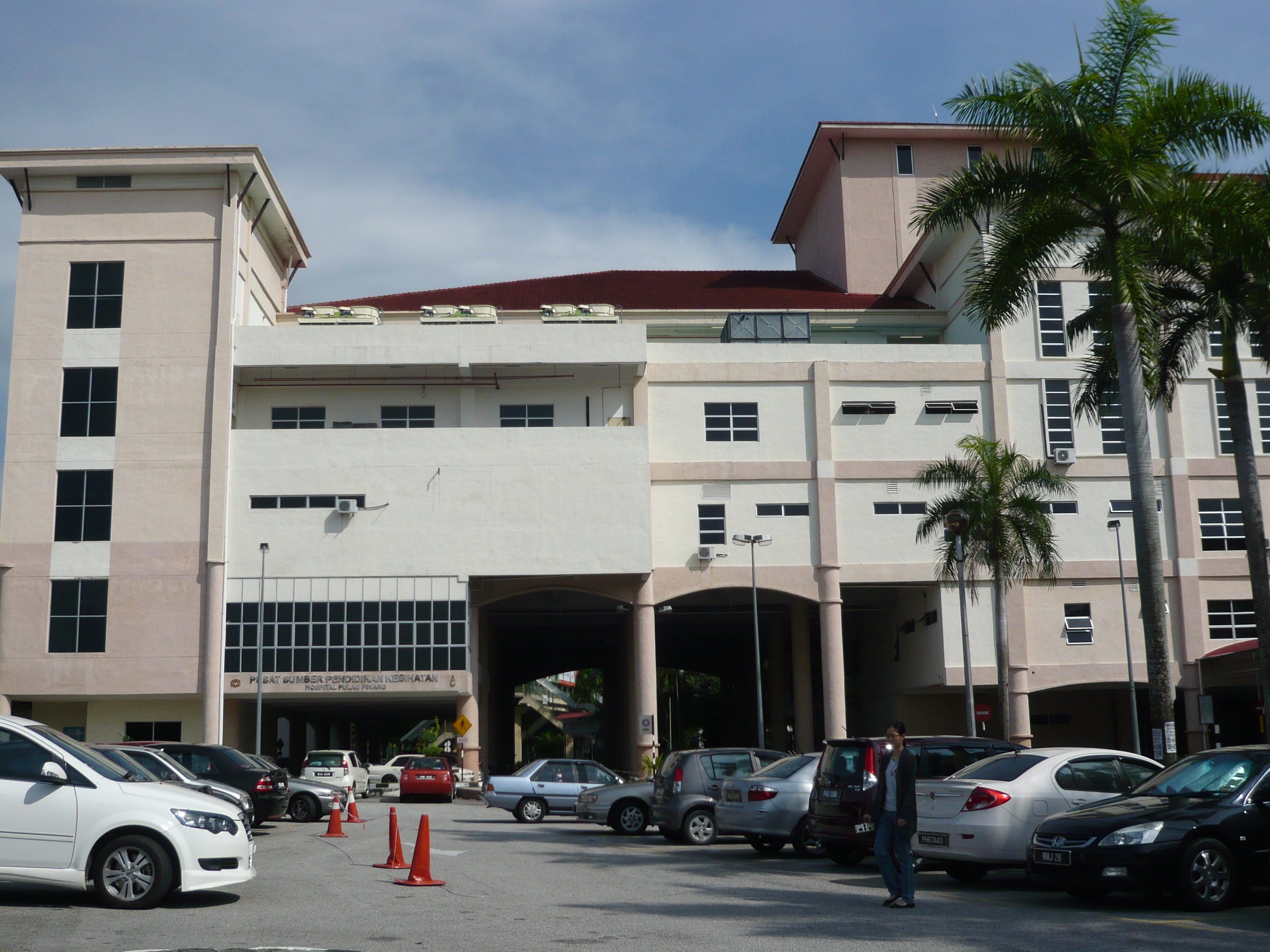
槟城州内最古老同时也是最大的医院——槟城中央医院。

乔治城的众多公立医院和私立医院帮助乔治市成为马来西亚的医疗旅游中心。英国当局首先建立的公共医疗保健系统获得当地华人慈善机构以及基督传教士如罗马天主教徒和基督复临安息日会提供支持。
由马来西亚卫生部掌管的槟城中央医院，建于1882年，是乔治市主要的公共医院。它现在也是北马地区的主要医院。医院内的医学院也将于2017年完成。
私营医院用更好的设施和更快的护理来完善系统。这些医院不仅为当地居民服务，也为来自其他国家的患者和来自邻国（如印度尼西亚和新加坡）的医疗旅游游客提供服务。槟城积极推动卫生旅游，对国家经济作出了重大贡献。2013年，乔治市吸引了约一半的国内医疗旅游游客，占全国医疗旅游收入的70％左右。
临终关怀也越趋成为长期和终端护理的选择。目前，州内婴儿死亡率为0.4％，男性出生时预期寿命为71.8岁，女性为76.3岁。
| 公共医院 - 槟城中央医院 | 私人医院 - 槟榔医院 - 鹰阁医药中心 - 卢源来专科医院 - 槟城南华医院 - 槟安医院 - 玛丽安山医院 - 槟城康丽医院 - Optimax眼科医院（在青草巷） |

## 媒体

### 印刷
乔治市曾经是马来西亚印刷媒体的中心。马来西亚第一份报纸——《威尔士王子岛公报》，于1805年在这里出版。随后《槟城公报》也于1837年创刊。马来西亚今天发行的顶级报纸之一，《星报》于1970年代在乔治市以区域性日报的身份创刊，而国内最古老的中文报《光华日报》早在1910年就已在乔治市创刊了。
乔治市的主流报纸包括英文日报《星报》（英語：《The Star》），《新海峡时报》（英語：《The New Straits Times》）和免费的太阳报（英語：《The Sun》）；马来文报纸有《每日新闻》、巫统宣传报章《马来西亚前锋报》、《大都会日报》、《世界报》 还有Sinar Hariam；中文报纸有《光华日报》、《星洲日报》、《中国报》、《东方日报》；和淡米尔文日报有《淡米尔日报》、《马来西亚南班》和《麦卡奥赛》。《马来邮报》是英文周刊。《南洋商报》和《The Edge财经报》是中文和英文的财经报刊。而这些报纸都在国内流通。
2011年，槟城首席部长林冠英宣布正式启动《Time Out杂志》的槟城版。这个国际杂志（页面存档备份，存于）的槟城版分为三个版本：印刷年刊、官网网站和移动应用程序。槟城州政府也出版了自己的多语言报纸《珍珠快讯（页面存档备份，存于）》，每半个月免费发行一次。这个以槟城为中心的报纸着重于槟城目前所面对的问题。这也是马来西亚目前唯一拥有四种语言的政府报章，并供民众免费下载（页面存档备份，存于）

### 电视
乔治市可收看的免费电视频道有属于马来西亚广播电视的TV1和TV2，而属于私人首要媒体则有TV3、ntv7、八度空间和TV9。电视台的节目以马来语、英语、华语和淡米尔语广播。提供付费电视服务的Astro集团是市内最广泛的电视服务，因其拥有独家的中文频道和其他地区的频道如中港台、韩国、日本、欧美、印度尼西亚、印度、阿拉伯等，总共有超过150个频道。
由于其保存完好的遗产性城市景观，乔治市成为许多国际电影的取景场地，如《安娜与国王》、《色，戒》、和马来西亚首部纯槟城福建话的电影《海墘新路》等。新传媒8频道的《小娘惹》和《信约：动荡的年代》也在乔治市古迹区拍摄。此外，乔治城也是《极速前进16》、《极速前进亚洲版4》和《极速前进亚洲版5》的赛段。

### 电台
乔治市可收听的政府和商业电台如下
| 频率  | 广播电台        | 经营者                              | 语言       |
| ----- | --------------- | ----------------------------------- | ---------- |
| 87.8  | One FM          | 首要媒体                            | 汉、粤     |
| 88.2  | Hot FM          | 首要媒体                            | 马         |
| 89.9  | Fly FM          | 首要媒体                            | 英         |
| 91.0  | Mix FM          | Astro电台                           | 英         |
| 92.8  | Hitz FM         | Astro电台                           | 英         |
| 93.9  | Mutiara FM      | 马来西亚广播电视                    | 马         |
| 94.5  | 988电台         | 马来西亚星报                        | 汉、粤     |
| 94.9  | Radio Klasik FM | 马来西亚广播电视                    | 马         |
| 96.7  | Minnal FM       | 马来西亚广播电视                    | 淡         |
| 97.1  | Sinar FM        | Astro电台                           | 马         |
| 98.1  | Red FM          | 马来西亚星报（即将来临：Astro电台） | 英         |
| 98.7  | TraXX FM        | 马来西亚广播电视                    | 英         |
| 99.3  | THR Raaga       | Astro电台                           | 淡         |
| 99.7  | My FM           | Astro电台                           | 汉、粤     |
| 101.3 | 爱FM            | 马来西亚广播电视                    | 汉、粤、闽 |
| 102.4 | Suria FM        | 马来西亚星报                        | 马         |
| 103.6 | Era FM          | Astro电台                           | 马         |
| 104.4 | LiteFM          | Astro电台                           | 英         |
| 107.6 | Capital FM      | 马来西亚星报（即将来临：Astro电台） | 英         |

## 交通
作为马来西亚主要城市之一，乔治市的交通基础设施发达，通过海陆空于世界广泛联系。紧凑的乔治市拥有发达的道路网络和相对完善的公共巴士服务，为当地居民和游客提供便利服务。

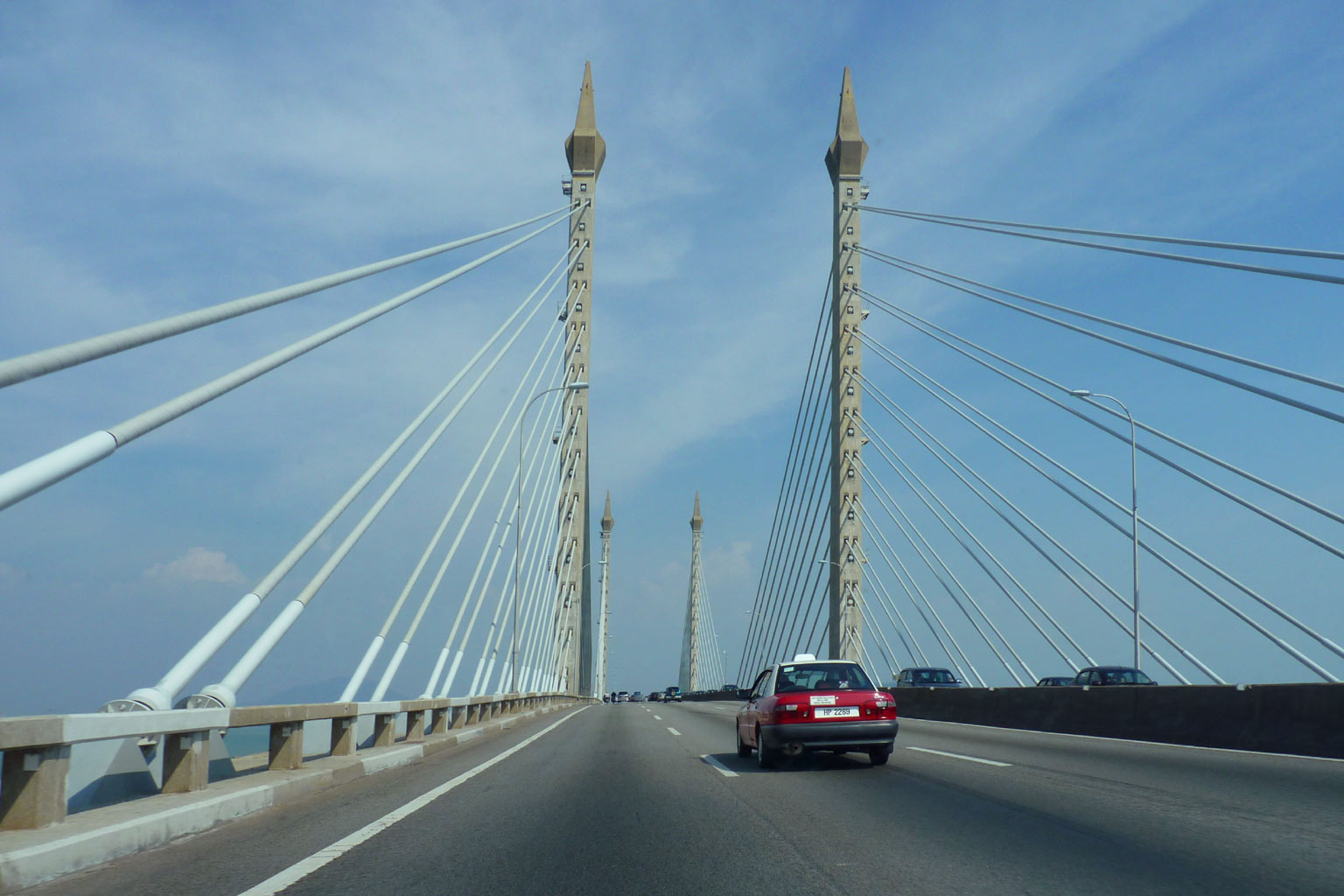
槟威大桥于1985年竣工，曾是东南亚第一长的桥梁，直到2014年被位于南部的槟威二桥取代。

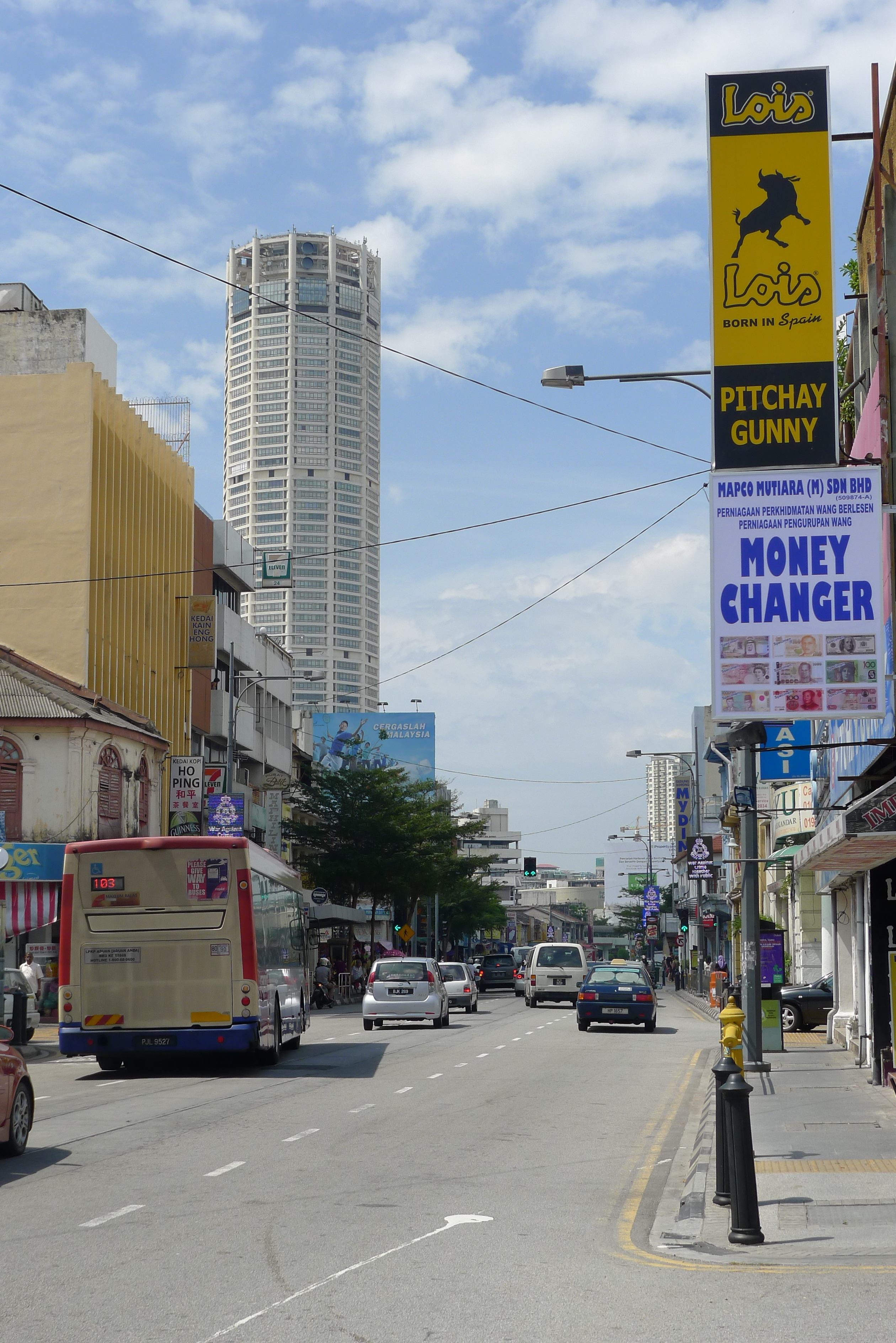
槟榔律是乔治市市中心繁忙的大街之一。

### 陆地
乔治市的街道发展是一个持续的过程，最早可追溯到英国时期。今天，这座城市继承了这些广泛的道路网。在市中心狭窄的街道外，更多的现代化道路将市中心与临近市郊如丹绒道光、亚依淡、日落洞和牛汝莪连接起来。
现更名为敦林苍祐大道的日落洞高速公路，位于槟岛东海岸，途经市中心、槟威大桥、峇六拜工业区最后在槟城国际机场结束，是槟岛的大动脉。槟城中环公路, consisting of a number of major roads like 苏格兰路和青草巷, was also created to alleviate traffic congestion around the city centre during rush hours. Meanwhile, the city proper is also linked with the western parts of Penang Island, such as Balik Pulau, via the 跨岛联邦公路6号, a circuitous route that winds along the island's coastline.
13.5公里长的槟威大桥连同位于槟岛南部哥槟威二桥将槟岛与马来西亚半岛连接在一起。

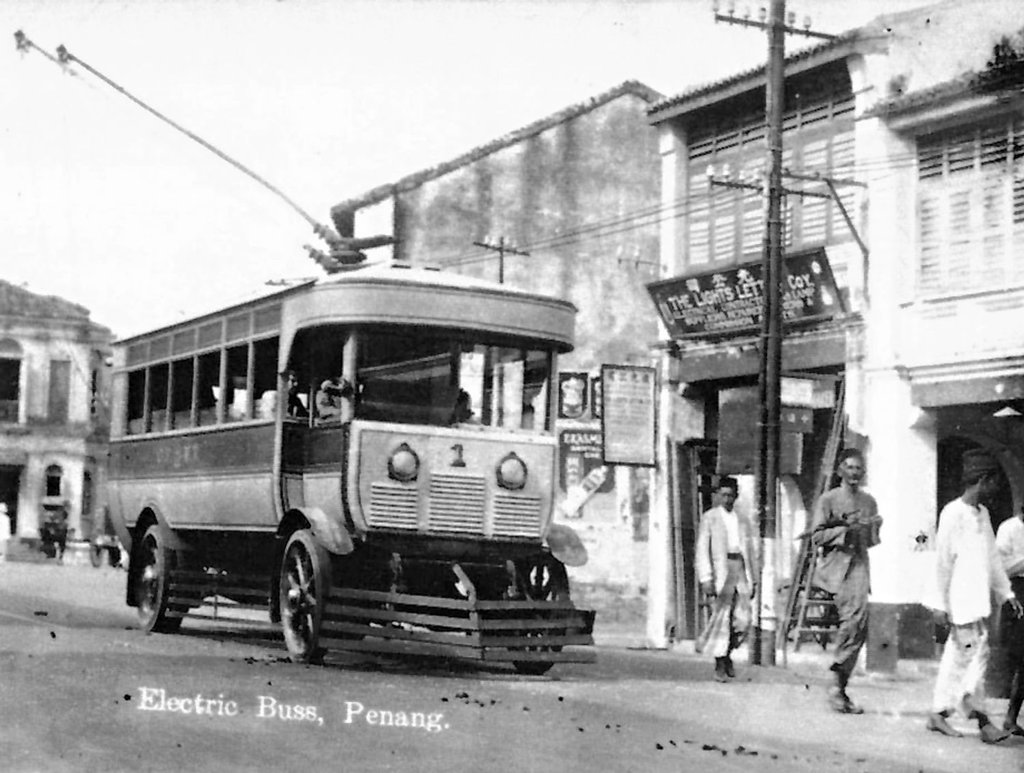
乔治市约1926年时的电车。

#### 公共交通
乔治市最早的交通工具是靠马力运输的哈克尼车，在18世纪最后一个季度开始流行，直到1935年，当人力车开始普及，并在1941年被三轮车迅速取代。时至今日，三轮车还存在于乔治市内，其主要用途为载送游客游览乔治市。

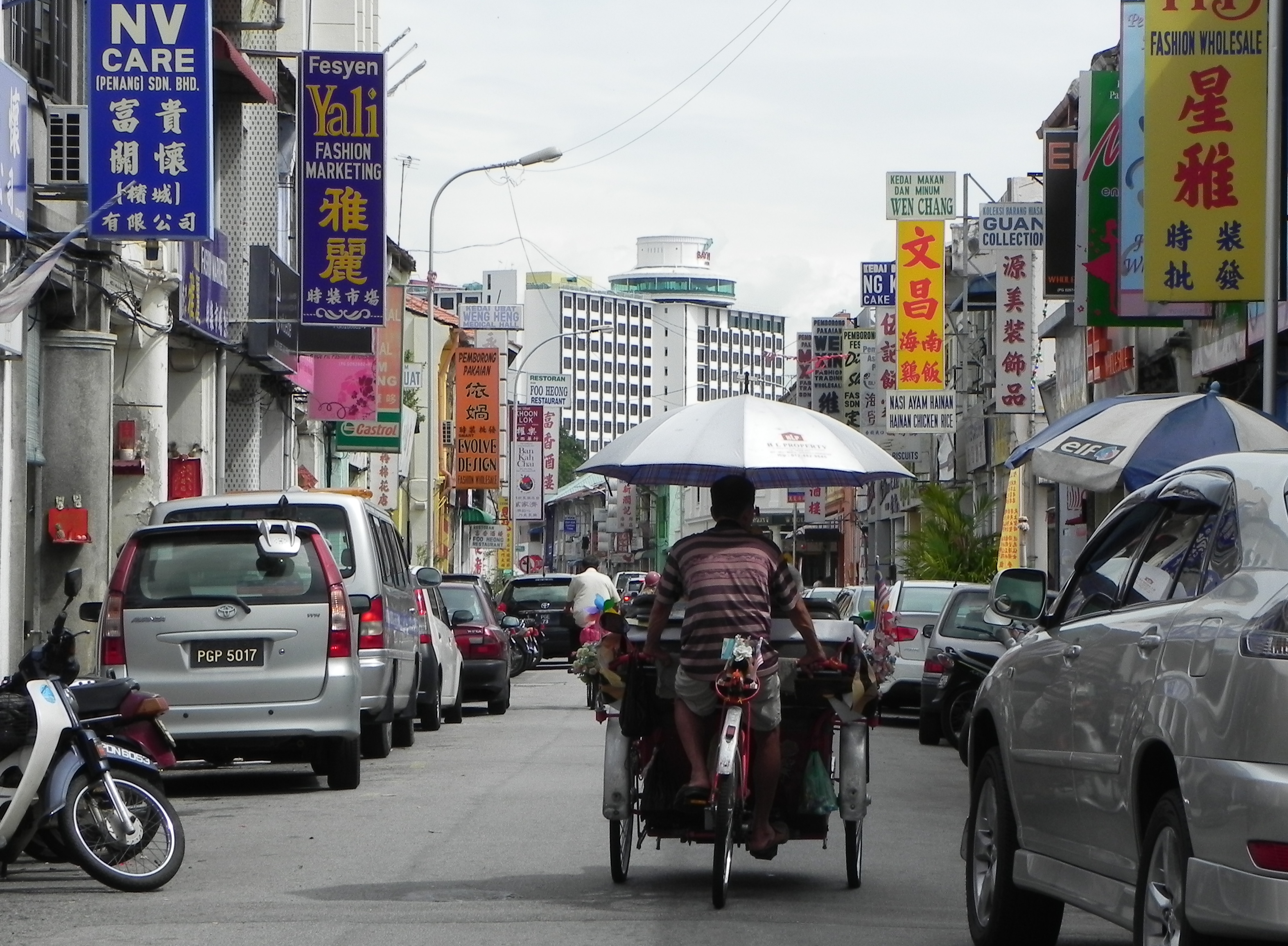
乔治市的一个三轮车。

马车、蒸汽电车、电车、无轨电车和双层巴士等曾是乔治市的运输交通工具。第一辆蒸汽电车在18世纪80年代开始运作，并在一段时间之后开始引进了马车。电车则于1905年推出。无轨电车于1925年开始出现并逐渐取代电车，但在1961年被终止，常规客车从此之后成为目前为止乔治市公交的唯一运输工具。

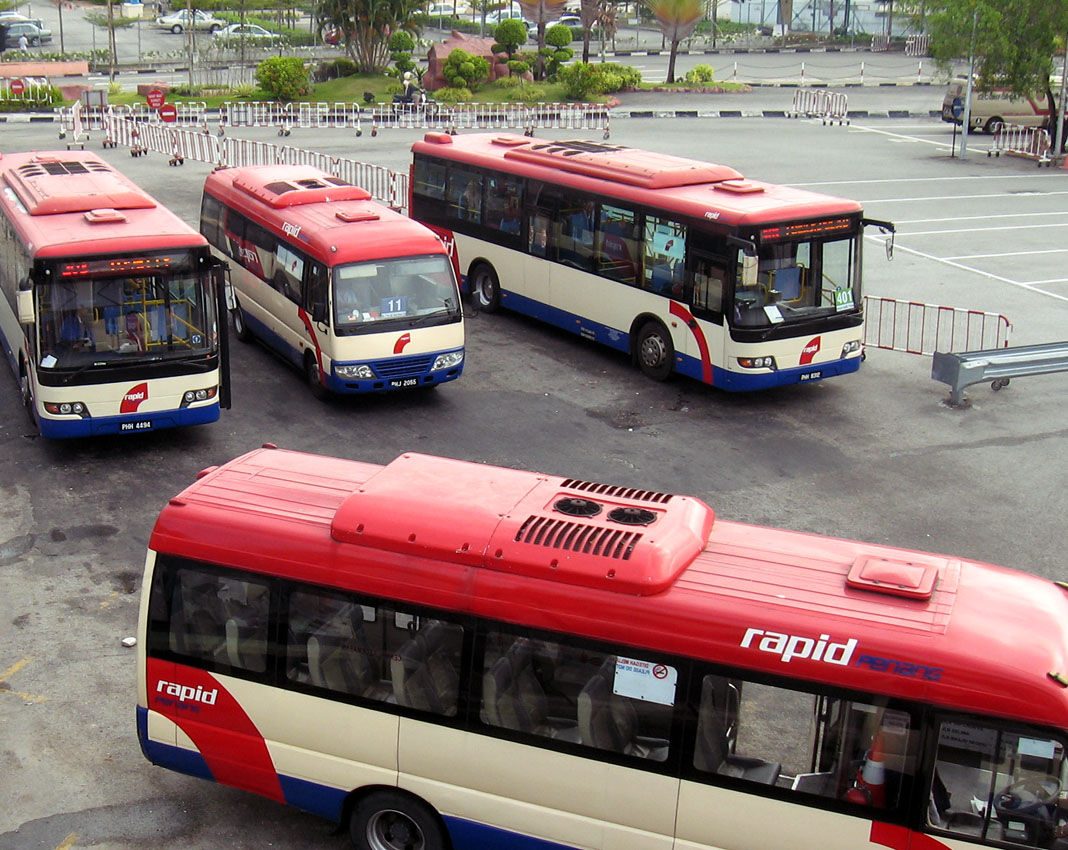
槟城快捷通巴士在海墘巴士总站。

曾经很长一段时间，公共巴士服务受到不同巴士公司之间的激烈竞争的困扰，而民众对这些巴士的服务不满意。2007年，马来西亚联邦政府宣布马来西亚基建属下的吉隆坡快捷通 将接管槟城所有公共巴士并以『槟城快捷通』的名义下为民众服务。

槟城快捷通刚开始时在槟岛拥有150辆巴士，并运营28条路线。这项服务在这之后也扩展其运营的路线，改善了乔治市的公交服务。槟城的公共巴士搭乘量也从2007年的每天低于30,000人次增加到2010年的75,000名乘客。截至2016年，槟城快捷通在大槟城共有406辆巴士在56条路线穿行，其中30条路线是岛内路线。此外，槟岛市政厅也与槟城快捷通合作，在乔治市市中心提供免费穿梭巴士服务，以减少市内的交通拥堵。最近，名为随乘随下（英語：Hop-On Hop-Off）的露天双层巴士也被引入槟城。 

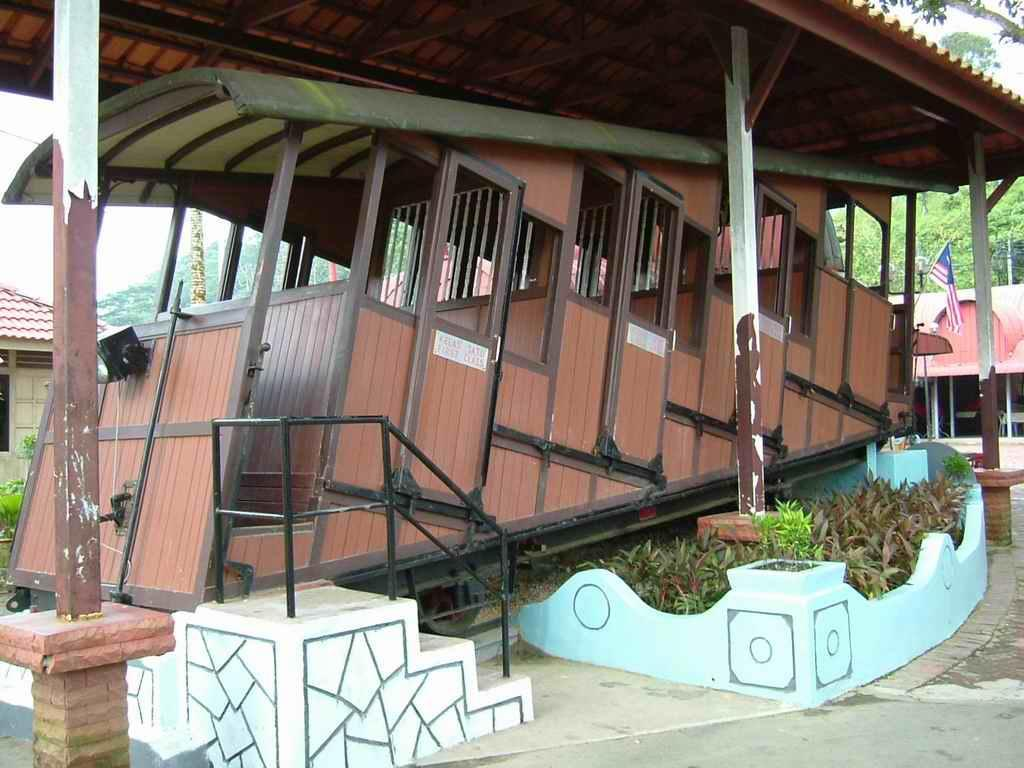
老式瑞士制造的升旗山缆车客车，曾在1923年至1977年间使用。

位于乔治市南部的双溪里蒙长途巴士总站是槟岛的总站，提供前往马来西亚半岛、新加坡和泰南其他地方的长途巴士服务。

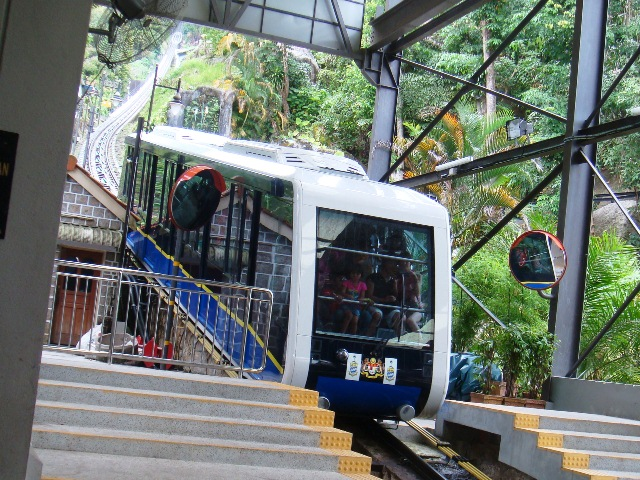
自2011年以来使用的新款升旗山缆车。

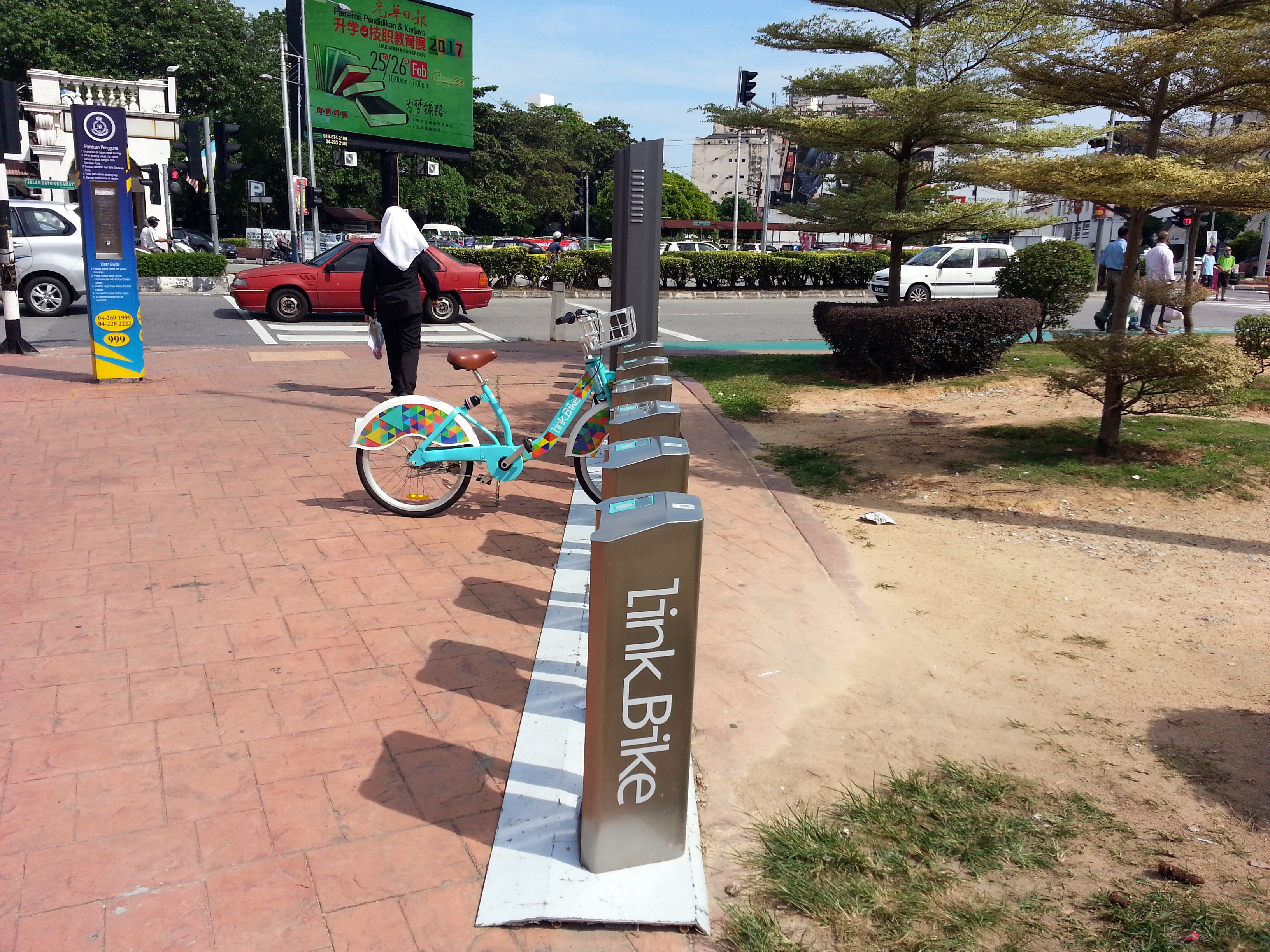
于2016年启动的连接脚车（
LinkBike），使乔治市成为新的槟城山铁路缆车，自2011年以来一直在使用。马来西亚城市中第一个拥有公共自行车共享系统的城市。

乔治城唯一以铁路为基础的交通系统是升旗山缆车，提供前往升旗山最高峰的服务。1923年完工后，这条缆车线路使用瑞士制造的缆车客车，直到2010年经历了服务提升，并在2011年初开放后使用新款的缆车客车。
目前乔治市正在努力促进民众使用行人专用道步行和自行车作为更环保的代步工具。几家公司已将租用自行车引进古迹区，而全市内现已拥有完善的专用自行车道。2016年，公共自行车共享系统连接脚车（LinkBike）在启动，而这个由电子操作的系统需要通过使用智能手机租借自行车，目前LinkBike在槟岛共有25个站点。
自2015年以来，私家车租赁服务优步便已在槟城州内提供服务。
槟城州政府计划在槟城州内引入更多的铁路运输系统。槟城交通大蓝图设想了以下长期方案，以解决乔治市越来越严重的交通拥堵。
- 从光大大楼至槟城国际机场的轻快铁 线。[160]
- 从光大大楼途经丹绒道光、亚依淡至垄尾的单轨铁路。[161][162]
- 重新引入电车至乔治市古迹区。[163]
- 在光大大楼和槟城中央车站间建设跨海缆车『空中德士』。[164]

随着这些计划在2030年完成，槟城州政府的放眼槟城无论在地面，海上甚至空中都拥有多种公共交通系统。

## 公用事业
乔治市的水供由槟城州政府的旗下PBA控股有限公司全资管理，其子公司是槟城水务局有限公司（PBAPP）。而该公司为全州人民提供可靠的全天候饮用水。世界发展运动正研究槟城成功的公共水资源方案。PBA的水价也是世界上最低的水费之一;每1000公升仅32仙，同时槟城州也享有全马来西亚最便宜的水费。
乔治市是英属马来亚第一个完成电气化的水电计划的城市目前，工业和家庭用电皆由国家能源（TNB）提供。
马电讯是州内的陆上电话服务提供商和互联网服务供应商（ISP）。移动网络运营商和移动ISP则有明讯、数码网络、天地通和U Mobile。
截至2014年第一季度，槟城的宽带普及率达到80.3％，全国内仅低于吉隆坡。目前，槟城州政府正在将免费无线网络服务扩散至全州。槟城免费无线网络（Penang Free Wi-Fi）的目标为提高槟城的互联网渗透率，让任何人都能免费使用。截至2015年，在乔治市市中心带宽速度已增加到每秒3Mbit，而槟城州境内也已经安装了超过1,560个热点供民众使用。槟城也是马来西亚目前其中一个提供给市民免费互联网连接的州属。
乔治市的污水处理由国家污水下水道公司英达丽水管理。因污水在被处理之前，废水就因任意处置而导致它流入海里，造成沿海一带的水域退化，而未填海前的新关仔角沿岸就是其中一个例子。

## 国际关系

### 领事馆
乔治市作为马来西亚第三大城市，具有不同的跨国经济和社会效应，有几个国家也已经在乔治市建立了领事馆或任命名誉领事馆。
- [174]
- 奥地利[175]
- [176]
- 中國[177]
- 丹麦[178]
- 芬兰[179]
- 德国[180]
- 印度尼西亞[181]
- 日本[182]
- 挪威[183]
- 巴基斯坦[184]
- 波蘭[185]
- 俄羅斯[186]
- 瑞典[187]
- 泰國[188]
- 英国[189]

### 姊妹城市
- 阿德雷德（1973年）
- 印度尼西亞棉兰
- 中华人民共和国廈门（1991年）
- 日本神奈川县

乔治市有七个姐妹城市。
| - 阿德莱德（1973年） - 中华人民共和国厦门市（1991年） - 中华人民共和国西安市 | - 印度尼西亞棉兰（1984年） - 中華民國台北市 | - 泰國曼谷 - 泰國普吉市 |

槟城州也有一个姐妹一级行政区——日本神奈川县，于1991建交。
姐妹一级行政区
- 日本神奈川县

### 友好城市
- 中华人民共和国绥化
- 中華民國台北
- 泰國曼谷
- 印度尼西亞安汶
- 中华人民共和国三亚市[201]
- 中华人民共和国中山市[202]
- 釜山市[203]
- 昌原市[204]
- 臺灣高雄市[202][203]

同样的，槟城州也有一个友谊一级行政区——中华人民共和国海南省，于2013建交。
友好一级行政区
- 中华人民共和国海南省

## 第一记录

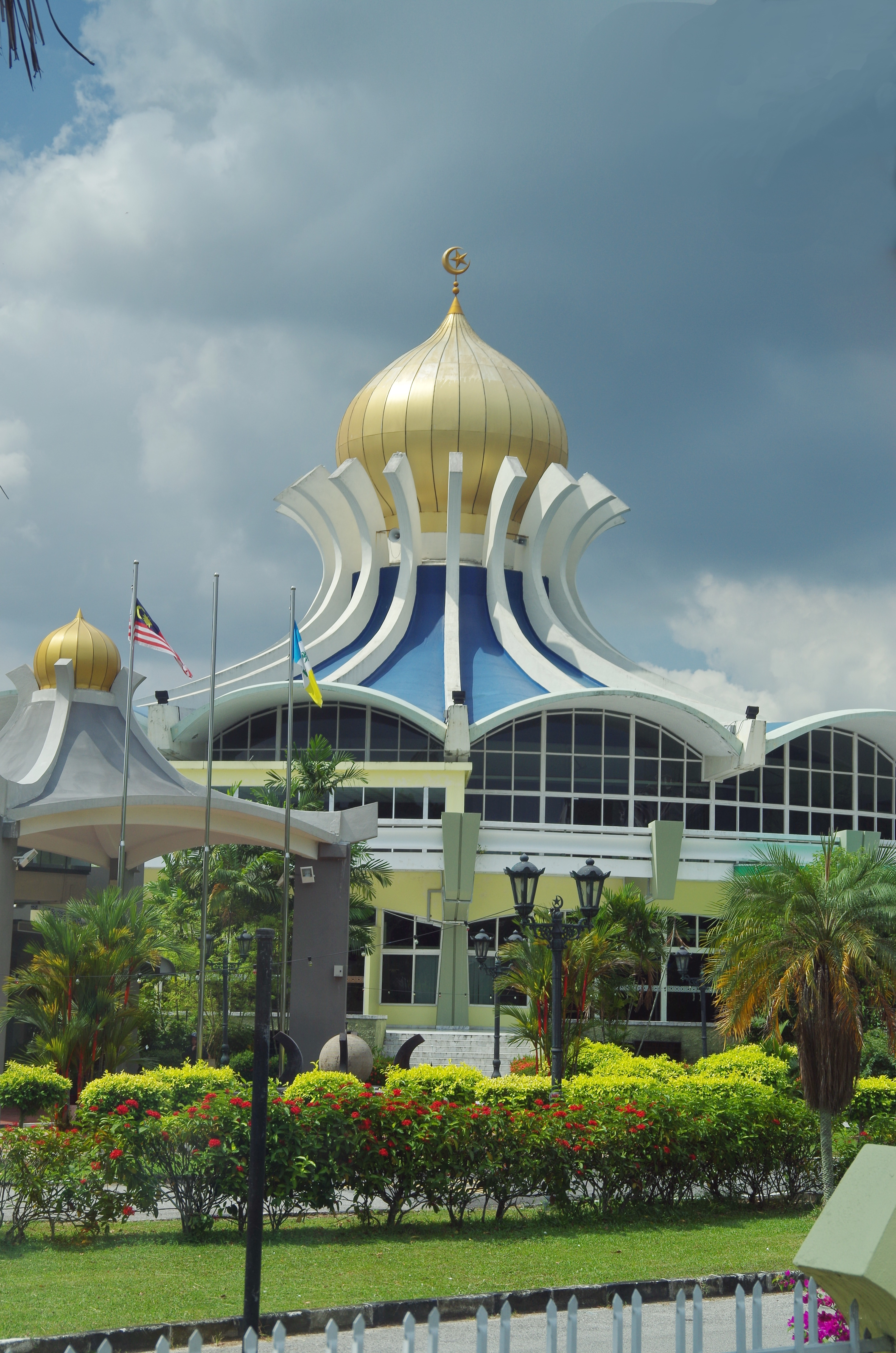
位于亚依淡路的槟城州清真寺是槟城州主要的清真寺之一。

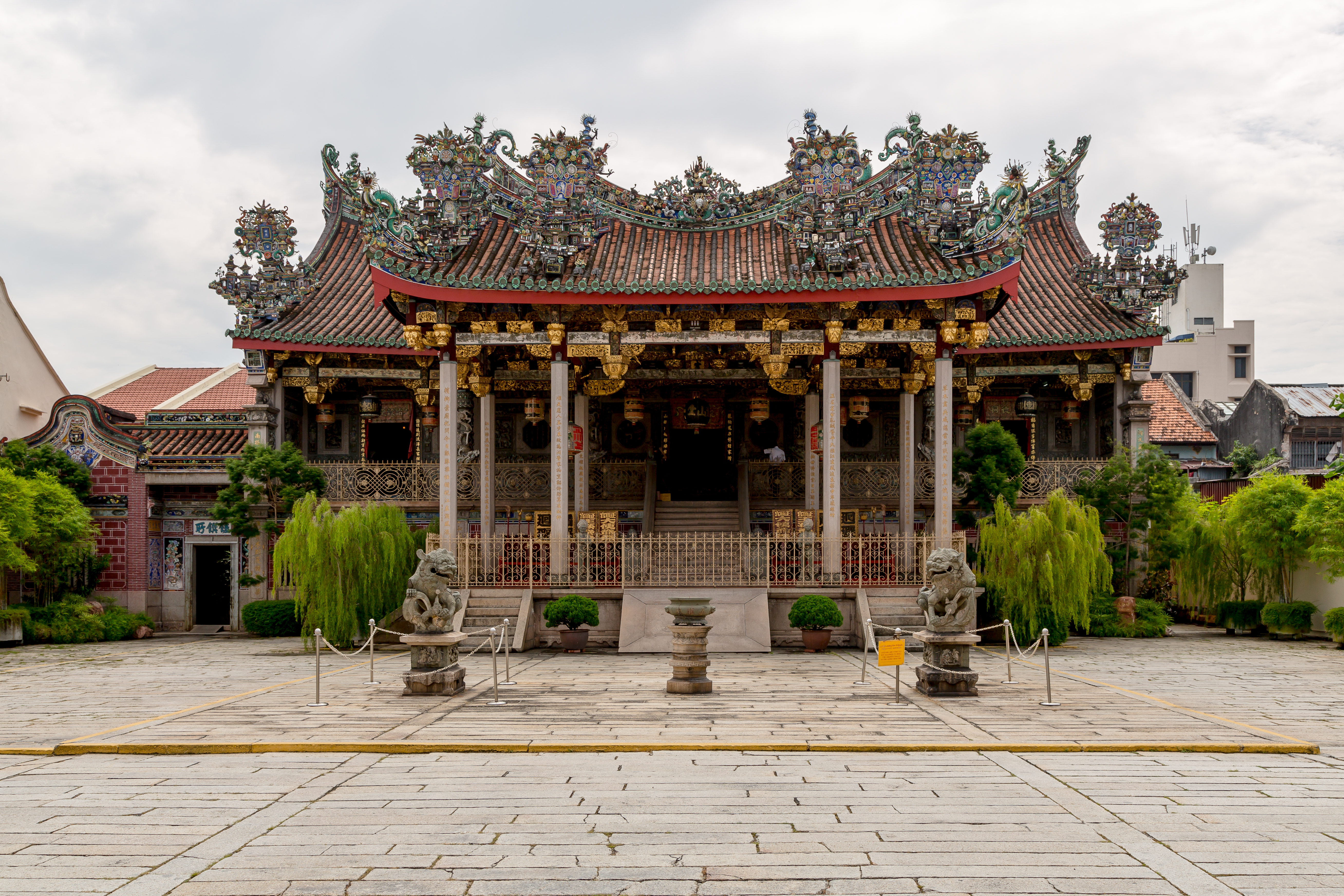
邱公司，位于Cannon广场的一个大型中华姓氏府邸，具有中华文化的装饰风格。

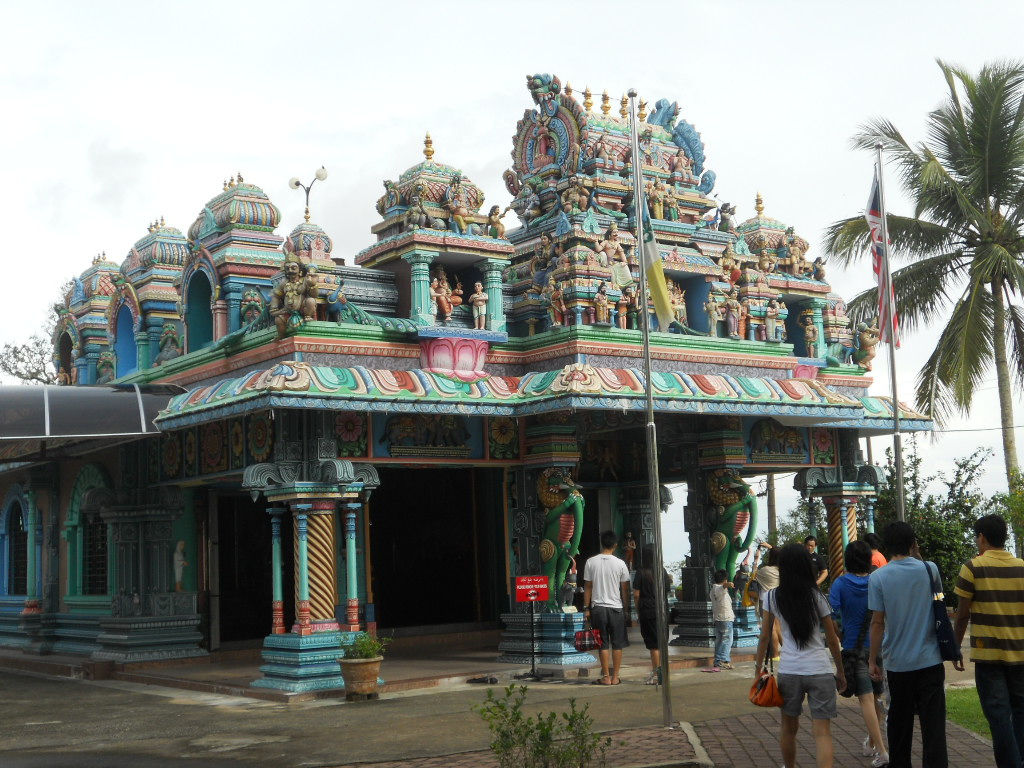
位于升旗山的Sri Aruloli Thirumurugan Temple 是槟城州内其中一个最古老的兴都庙。

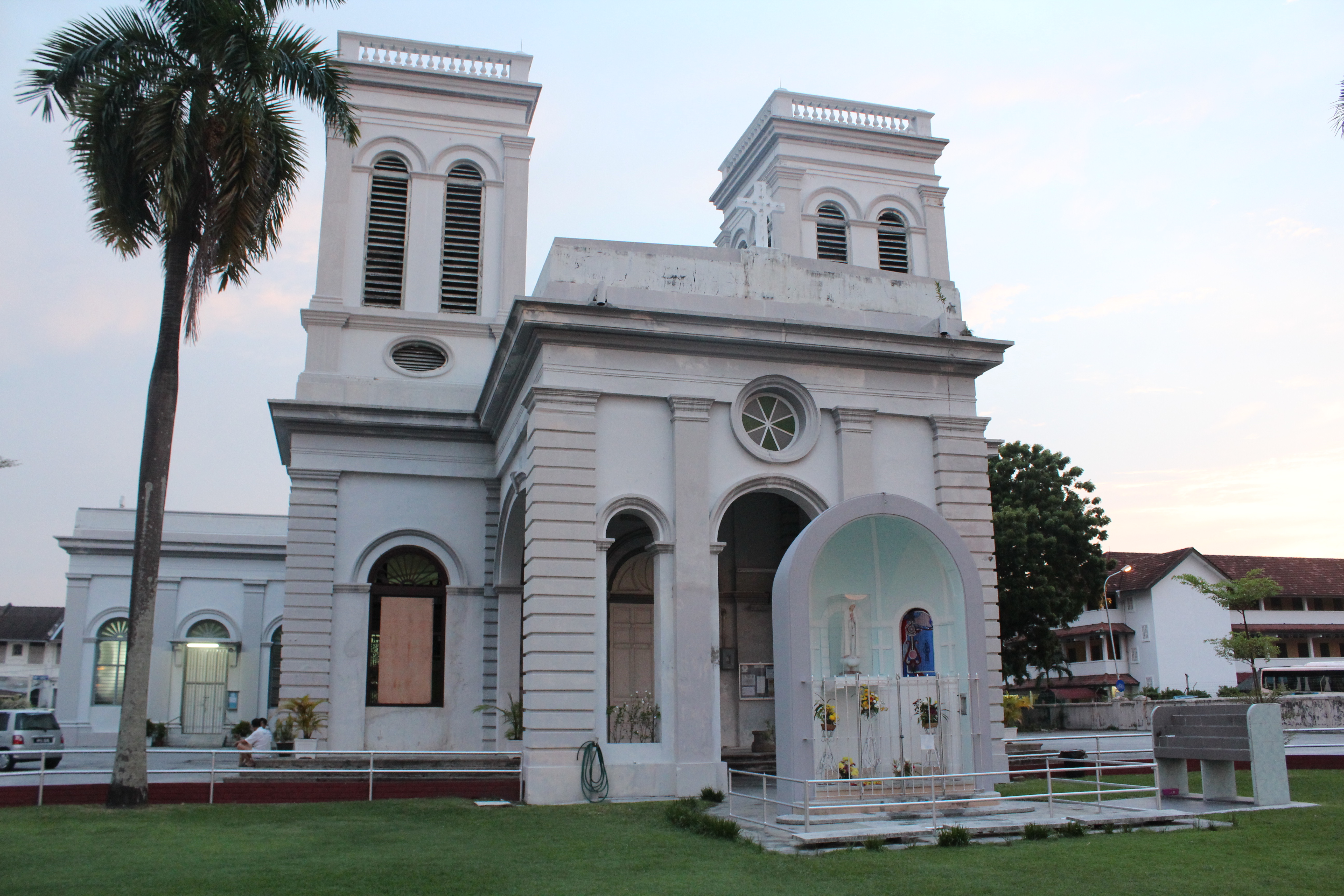
位于华盖街的圣母升天堂是乔治市最古老的天主教堂。

- 乔治市是大英帝国在馬來亚的第一个殖民地，于1786年建立；大英帝國在東南亞最早的殖民地為1785—1824年在現印尼蘇門答臘明古鲁設立的英屬明古鲁（英语：British Bencoolen）。
- 威尔士王子岛公报（英語：Prince of Wales Island Gazette）是马来西亚第一家出版报纸的报馆，于1805年出刊。.[140]
- 乔治三世国王在1807年授予槟城“宪章”组建马来西亚第一支警察部队和法院，警队即为现今的马来西亚皇家警察（PDRM）。
- 槟城最高法院建立于1808年，是第一个在英属马来亚建立的法院，形成马来西亚法律制度的基础。
- 槟城大修院是马来西亚半岛唯一的天主教神学院，于1665年在泰国大城府成立，然后于1808年搬迁到槟城。
- 圣乔治教堂成立于1816年，是东南亚第一间圣公会教堂。
- 大英义学，于1860年由Rev. Sparke Hutchings创校，是东南亚第一所也是最古老的英语学校。
- 牛汝莪国民小学，于1826年创校，是马来西亚第一所马来学校。[208]
- 圣芳济中学，于1852创校，是马来西亚第一所由La Salle兄弟管理和全资拥有的学校。[209]
- 莱特街修道院女子中学，于1852年由French Sisters' Mission创校，是东南亚第一所女子中学。
- 槟岛市政厅是乔治市市政厅的继任者，该委员会成立于1857年，是英属马来亚的第一个地方议会。
- 槟城赛马俱乐部成立于1864年，是马来西亚最古老的赛马和马术中心。
- 马来西亚最古老的银行渣打银行于1875年开业。
- 槟城植物园成立于1884年，是马来西亚第一个植物园。
- 乔治市药房是英属马来亚最早的药房，于1895年开业。
- 孔圣庙中华学校，于1904年创校，是东南亚第一所正规华文中学。
- 1905年，槟城完成了第一个水力发电计划。[210]
- 1906年，乔治市的第一条电车轨道正式投入服务。[210]
- 马来西亚最早的中文报纸《光华日报》，于1915年由孙中山在乔治市创刊，现今仍存在于市面上。
- 槟城渡轮服务于1920年开始运作，是马来西亚最早的渡轮服务。
- 升旗山缆车于1923年营运，是马来西亚第一条缆车线路。
- 圣尼古拉斯之家，是英国圣公会于1926年成立的社会宣传部，是马来西亚首屈一指的慈善组织，专门服务盲人和视障人士。圣尼古拉斯之家也是马来西亚的第一所盲人学校。
- 菩提华文中学，于1940年创校，是马来西亚第一所佛教学校。
- 聋人联合学院是1954年4月于马来亚联邦创立的第一个聋哑学校。
- 槟城教区在1955年是创立，是马来西亚当地主教掌舵的第一个天主教教区。
- 槟城州首府乔治市于1957年1月1日被伊丽莎白二世宣布成为马来亚联邦（即后来的马来西亚）的第一个大城市。过后在地方法令下被剥夺大城市地位后在2015年重新获得大城市地位，即为现在的槟岛市政厅。
- 随着槟威大桥于1985年完工，使得槟岛成为第一个与马来西亚半岛相连的岛屿。
- 槟城州自2011年起成为全国第一个禁用塑料袋和聚苯乙烯（保丽龙）容器的州属。[211]
- 2012年新成立的相机博物馆是东南亚第一个也是唯一的博物馆，拥有广泛的收藏和相机发明的起源。
- 位于青草巷的槟城数码图书馆于2016年开幕，是马来西亚第一间数码图书馆。[135][136]
- 乔治市是马来西亚城市中第一个拥有自行车共享系统的城市，于2016年由连接脚车（LinkBike）启动服务。[156][158]
- 光大顶部的光大高空走道（彩虹高空走道）是马来西亚中最高的户外玻璃天桥。[212]
- 乔治市和马六甲市于2008年7月8日获得联合国教科文组织世界遗产地位，是第一批获得此地位的马来西亚城市。[213]
- 槟城的水费是全国的最低的。[167][214]

## 延伸阅读
- Suet Leng Khoo; Narimah Samat; Nurwati Badarulzaman; Sharifah Rohayah Sheikh Dawood The Promise and Perils of the Island City of George Town (Penang) as a Creative City (archive link). Urban Island Studies. (2015).
- Francis, Ric; Ganley, Colin. Penang Trams, Trolleybuses & Railways: Municipal Transport History 1880s–1963. Penang: Areca Books. (2006, 2nd ed. 2012) ISBN 983-42834-0-7.
- Khoo Salma Nasution. More Than Merchants: A History of the German-speaking Community in Penang, 1800s–1940s. Areca Books. (2006). ISBN 978-983-42834-1-4
- Ooi Cheng Ghee. Portraits of Penang: Little India. Areca Books. (2011). ISBN 978-967-5719-05-9